# Danh sách máy bay ném bom
Đây là danh sách máy bay ném bom và không bao gồm khí cầu ném bom, được sắp xếp theo thời kỳ và nhà sản xuất. Máy bay ném bom là máy bay quân sự được thiết kế để tấn công các mục tiêu trên mặt đất hoặc trên biển.
| Tên                                        | Quốc gia chế tạo   | Loại     | Kiểu                                 | Chuyến bay đầu tiên | Tình trạng               | Số lượng chế tạo | Ghi chú       |
| ------------------------------------------ | ------------------ | -------- | ------------------------------------ | ------------------- | ------------------------ | ---------------- | ------------- |
| AEG G.I                                    | Đức                |          | Ném bom hạng nặng                    | 1915                | Nguyên mẫu               | 1                |               |
| AEG G.II                                   | Đức                |          | Ném bom hạng nặng                    | 1915                | Hoạt động                | 20               |               |
| AEG G.III                                  | Đức                |          | Ném bom hạng nặng                    | 1915                | Hoạt động                | 25               |               |
| AEG G.IV                                   | Đức                |          | Ném bom hạng nặng                    | 1916                | Hoạt động                | 320              |               |
| AEG G.V                                    | Đức                |          | Ném bom hạng nặng                    | 1918                | Hoạt động                | 151              |               |
| AEG N.I                                    | Đức                |          | Ném bom ban đêm                      | 1918                | Hoạt động                | 37               |               |
| AEG R.I                                    | Đức                |          | Ném bom hạng nặng                    | 1916                | Nguyên mẫu               | 1                |               |
| Aermacchi MB-326                           | Ý                  |          | Huấn luyện/cường kích                | 1957                | Hoạt động                | 650              | [ ghi chú 1 ] |
| Aermacchi MB-339                           | Ý                  |          | Huấn luyện/cường kích                | 1976                | Hoạt động                | 213+             | [ ghi chú 1 ] |
| Aero A.100                                 | Tiệp Khắc          |          | Ném bom trinh sát                    | 1933                | Hoạt động                | 44               |               |
| Aero A.101                                 | Tiệp Khắc          |          | Ném bom trinh sát                    | 1934                | Hoạt động                | 143              |               |
| Aero A.11                                  | Tiệp Khắc          |          | Ném bom trinh sát                    | 1925                | Hoạt động                | 440              |               |
| Aero A.12                                  | Tiệp Khắc          |          | Ném bom trinh sát                    | 1923                | Hoạt động                | 93               |               |
| Aero A.24                                  | Tiệp Khắc          |          | Ném bom                              | 1924                | Nguyên mẫu               | 1                |               |
| Aero A.30                                  | Tiệp Khắc          |          | Ném bom hạng nhẹ                     | 1927                | Hoạt động                | 20               |               |
| Aero A.304                                 | Tiệp Khắc          |          | Ném bom                              | 1937                | Hoạt động                | 19               |               |
| Aero A.42                                  | Tiệp Khắc          |          | Ném bom                              | 1929                | Nguyên mẫu               | 2                |               |
| Aero L-159 Alca                            | Cộng hòa Séc       |          | Huấn luyện/cường kích                | 1997                | Hoạt động                | 72               |               |
| Aichi B7A                                  | Nhật Bản           |          | Thả ngư lôi/ném bom bổ nhào          | 1942                | Hoạt động                | 114              |               |
| Aichi D1A                                  | Nhật Bản           |          | Ném bom bổ nhào                      | 1934                | Hoạt động                | 590              |               |
| Aichi D3A                                  | Nhật Bản           |          | Ném bom bổ nhào                      | 1938                | Hoạt động                | 1.486            |               |
| Aichi M6A                                  | Nhật Bản           |          | Thả ngư lôi                          | 1943                | Hoạt động                | 28               |               |
| Airco DH.10 Amiens                         | Anh                |          | Ném bom hạng nặng                    | 1918                | Hoạt động                | 258              |               |
| Airco DH.11                                | Anh                |          | Ném bom                              | 1919                | Nguyên mẫu               | 1                |               |
| Airco DH.3                                 | Anh                |          | Ném bom hạng nặng                    | 1916                | Nguyên mẫu               | 2                |               |
| Airco DH.4                                 | Anh                |          | Ném bom                              | 1916                | Hoạt động                | 6.295            |               |
| Airco DH.9                                 | Anh                |          | Ném bom                              | 1917                | Hoạt động                | 4.091            |               |
| Airco DH.9A                                | Anh                |          | Ném bom                              | 1918                | Hoạt động                | 1.997            |               |
| Airspeed Oxford                            | Anh                |          | Ném bom/huấn luyện                   | 1937                | Hoạt động                | 8.586            |               |
| Albatros C.III                             | Đức                |          | Ném bom hạng nhẹ                     | 1915                | Hoạt động                | 2.271            | [ ghi chú 1 ] |
| Albatros C.VII/N.I                         | Đức                |          | Ném bom ban đêm                      | 1916                | Hoạt động                | 600+             |               |
| Albatros G.I                               | Đức                |          | Ném bom hạng nặng                    | 1916                | Nguyên mẫu               | 1                |               |
| Albatros G.II                              | Đức                |          | Ném bom hạng nặng                    | 1916                | Nguyên mẫu               | 1                |               |
| Albatros G.III                             | Đức                |          | Ném bom hạng nặng                    | 1915                | Hoạt động                | 45               |               |
| Amiot 143M                                 | Pháp               |          | Ném bom hạng trung                   | 1931                | Hoạt động                | 138              |               |
| Amiot 354                                  | Pháp               |          | Ném bom hạng trung                   | 1939                | Hoạt động                | 86               | ANBO VIII     |
| ANBO VIII                                  | Lithuania          |          | Ném bom hạng nhẹ                     | 1939                | Nguyên mẫu               | 1                |               |
| ANF Les Mureaux 110                        | Pháp               |          | Ném bom trinh sát                    | 1931                | Hoạt động                | 285              |               |
| Arado Ar 234                               | Đức                |          | Ném bom trinh sát                    | 1943                | Hoạt động                | 210              |               |
| Archangelski Ar-2                          | Liên Xô            |          | Ném bom bổ nhào                      | 1940                | Hoạt động                | 190              |               |
| Armstrong Whitworth A.W.19                 | Anh                |          | Ném bom đa năng                      | 1934                | Nguyên mẫu               | 1                |               |
| Armstrong Whitworth Albemarle              | Anh                |          | Ném bom/vận tải                      | 1940                | Hoạt động                | 602              |               |
| Armstrong Whitworth Atlas                  | Anh                |          | Ném bom trinh sát                    | 1925                | Hoạt động                | 478              |               |
| Armstrong Whitworth AW.23                  | Anh                |          | Ném bom hạng nặng                    | 1935                | Nguyên mẫu               | 1                |               |
| Armstrong Whitworth F.K.8                  | Anh                |          | Ném bom trinh sát                    | 1916                | Hoạt động                | 1.650            |               |
| Armstrong Whitworth Whitley                | Anh                |          | Ném bom/tuần tra hàng hải            | 1936                | Hoạt động                | 1,814            |               |
| Avro 504                                   | Anh                |          | Ném bom/huấn luyện                   | 1913                | Hoạt động                | 8.970            | [ ghi chú 1 ] |
| Avro 523 Pike                              | Anh                |          | Ném bom hạng nặng                    | 1916                | Nguyên mẫu               | 2                |               |
| Avro 529                                   | Anh                |          | Ném bom hạng nặng                    | 1917                | Nguyên mẫu               | 2                |               |
| Avro 533 Manchester                        | Anh                |          | Ném bom hạng nặng                    | 1918                | Nguyên mẫu               | 3                |               |
| Avro 549 Aldershot                         | Anh                |          | Ném bom hạng nặng                    | 1921                | Hoạt động                | 17               |               |
| Avro 604 Antelope                          | Anh                |          | Ném bom trinh sát                    | 1928                | Nguyên mẫu               | 1                |               |
| Avro Anson                                 | Anh                |          | Tuần tra hàng hải                    | 1935                | Hoạt động                | 11,020           | [ ghi chú 1 ] |
| Avro Lancaster                             | Anh                |          | Ném bom hạng nặng/tuần tra hàng hải  | 1941                | Hoạt động                | 7.377            |               |
| Avro Lincoln                               | Anh                |          | Ném bom hạng nặng                    | 1944                | Hoạt động                | 604              |               |
| Avro Manchester                            | Anh                |          | Ném bom hạng nặng                    | 1939                | Hoạt động                | 209              |               |
| Avro Shackleton                            | Anh                |          | Tuần tra hàng hải                    | 1949                | Hoạt động năm 1990       | 185              | [ ghi chú 2 ] |
| Avro Vulcan                                | Anh                | Phản lực | Ném bom hạng nặng                    | 1952                | Hoạt động                | 136              |               |
| BAC Jet Provost                            | Anh                | Phản lực | Huấn luyện/cường kích                | 1954                | Hoạt động                | 741              | [ ghi chú 1 ] |
| BAC Strikemaster                           | Anh                | Phản lực | Huấn luyện/cường kích                | 1967                | Hoạt động                | 146              |               |
| BAC TSR-2                                  | Anh                | Phản lực | Ném bom trinh sát                    | 1964                | Nguyên mẫu               | 2                |               |
| Beardmore W.B.1                            | Anh                |          | Ném bom                              | 1917                | Nguyên mẫu               | 1                |               |
| Beardmore W.B.VI                           | Anh                |          | Thả ngư lôi                          | ?                   | Dự án hủy bỏ             | 0                |               |
| Beechcraft XA-38 Grizzly                   | Hoa Kỳ             |          | Cường kích                           | 1944                | Nguyên mẫu               | 2                |               |
| Bellanca 77-140                            | Hoa Kỳ             |          | Ném bom                              | 1934                | Hoạt động                | 4                |               |
| Beriev Be-10                               | Liên Xô            |          | Tuần tra hàng hải                    | 1956                | Hoạt động                | 28               |               |
| Beriev Be-12                               | Liên Xô            |          | Tuần tra hàng hải                    | 1960                | Hoạt động                | 143              |               |
| Beriev Be-4                                | Liên Xô            |          | Tuần tra hàng hải                    | 1940                | Hoạt động                | 47               |               |
| Beriev Be-6                                | Liên Xô            |          | Tuần tra hàng hải                    | 1949                | Hoạt động                | 123              |               |
| Beriev MBR-2                               | Liên Xô            |          | Tàu bay tuần tra hàng hải            | 1931                | Hoạt động                | 1.365            | [ ghi chú 3 ] |
| Blackburn B-3                              | Anh                |          | Thả ngư lôi                          | 1932                | Nguyên mẫu               | 2                |               |
| Blackburn B-48 Firecrest                   | Anh                |          | Tiêm kích ném bom                    | 1947                | Nguyên mẫu               | 3                |               |
| Blackburn B-7                              | Anh                |          | Ném bom bổ nhào                      | 1934                | Nguyên mẫu               | 1                |               |
| Blackburn Baffin                           | Anh                |          | Thả ngư lôi                          | 1932                | Hoạt động                | 97               |               |
| Blackburn Beagle                           | Anh                |          | Thả ngư lôi                          | 1928                | Nguyên mẫu               | 2                |               |
| Blackburn Blackburd                        | Anh                |          | Thả ngư lôi                          | 1918                | Nguyên mẫu               | 3                |               |
| Blackburn Botha                            | Anh                |          | Thả ngư lôi                          | 1938                | Hoạt động                | 580              |               |
| Blackburn Buccaneer                        | Anh                |          | Cường kích                           | 1958                | Hoạt động                | 206              |               |
| Blackburn Cubaroo                          | Anh                |          | Thả ngư lôi                          | 1924                | Nguyên mẫu               | 2                |               |
| Blackburn Dart                             | Anh                |          | Thả ngư lôi                          | 1921                | Hoạt động                | 126              |               |
| Blackburn Firebrand                        | Anh                |          | Thả ngư lôi/tiêm kích                | 1942                | Hoạt động                | 193              |               |
| Blackburn Iris                             | Anh                |          | Tàu bay tuần tra hàng hải            | 1926                | Hoạt động                | 5                |               |
| Blackburn Kangaroo                         | Anh                |          | Tuần tra hàng hải/ném bom hạng nặng  | 1918                | Hoạt động                | 20               |               |
| Blackburn Perth                            | Anh                |          | Tàu bay tuần tra hàng hải            | 1933                | Hoạt động                | 4                |               |
| Blackburn Ripon                            | Anh                |          | Thả ngư lôi                          | 1926                | Hoạt động                | 92               |               |
| Blackburn Shark                            | Anh                |          | Thả ngư lôi                          | 1933                | Hoạt động                | 269              |               |
| Blackburn Skua                             | Anh                |          | Ném bom bổ nhào                      | 1937                | Hoạt động                | 192              |               |
| Blackburn Velos                            | Anh                |          | Thả ngư lôi                          | 1925                | Hoạt động                | 22               |               |
| Blériot 127                                | Pháp               |          | Ném bom hạng nặng                    | 1926                | Hoạt động                | 44               |               |
| Bleriot XI                                 | Pháp               |          | Ném bom trinh sát                    | 1909                | Hoạt động                | 100+             |               |
| Bloch MB.131                               | Pháp               |          | Ném bom trinh sát                    | 1936                | Hoạt động                | 143              |               |
| Bloch MB.174                               | Pháp               |          | Ném bom trinh sát                    | 1939                | Hoạt động                | 225+             |               |
| Bloch MB.200                               | Pháp               |          | Ném bom hạng nặng                    | 1933                | Hoạt động                | 332              |               |
| Boeing B-17 Flying Fortress                | Hoa Kỳ             |          | Ném bom hạng nặng                    | 1935                | Hoạt động                | 12.731           |               |
| Boeing B-29 Superfortress/Washington       | Hoa Kỳ             |          | Ném bom hạng nặng                    | 1942                | Hoạt động                | 3.970            |               |
| Boeing B-47 Stratojet                      | Hoa Kỳ             |          | Ném bom hạng nặng                    | 1947                | Hoạt động                | 2.032            |               |
| Boeing B-50 Superfortress                  | Hoa Kỳ             |          | Ném bom hạng nặng                    | 1947                | Hoạt động                | 370              |               |
| Boeing B-52 Stratofortress                 | Hoa Kỳ             |          | Ném bom hạng nặng                    | 1952                | Hoạt động                | 744              |               |
| Boeing XB-54                               | Hoa Kỳ             |          | Ném bom hạng nặng                    | 1948                | Đề án                    | 0                |               |
| Boeing Model 306                           | Hoa Kỳ             |          | Ném bom hạng nặng                    | 1935                | Đề án                    | 0                |               |
| Boeing P-8 Poseidon                        | Hoa Kỳ             |          | Tuần tra hàng hải                    | 2009                | Hoạt động                | 150+             |               |
| Boeing XB-15                               | Hoa Kỳ             |          | Ném bom hạng nặng                    | 1937                | Nguyên mẫu               | 1                |               |
| Boeing XB-38 Flying Fortress               | Hoa Kỳ             |          | Ném bom hạng nặng                    | 1943                | Nguyên mẫu               | 1                |               |
| Boeing XB-39 Superfortress                 | Hoa Kỳ             |          | Ném bom hạng nặng                    | 1944                | Nguyên mẫu               | 1                |               |
| Boeing XB-56                               | Hoa Kỳ             |          | Ném bom hạng nặng                    | 1950                | Đề án                    | 0                |               |
| Boeing XB-59                               | Hoa Kỳ             |          | Ném bom hạng nặng                    | 1952                | Đề án                    | 0                |               |
| Boeing XF8B                                | Hoa Kỳ             |          | Tiêm kích ném bom                    | 1944                | Nguyên mẫu               | 3                |               |
| Boeing XPBB Sea Ranger                     | Hoa Kỳ             |          | Tuần tra hàng hải                    | 1942                | Nguyên mẫu               | 1                |               |
| Boeing YB-9                                | Hoa Kỳ             |          | Ném bom hạng nặng                    | 1931                | Hoạt động                | 7                |               |
| Bolkhovitinov DB-A                         | Liên Xô            |          | Ném bom hạng nặng                    | 1935                | Hoạt động                | 14               |               |
| Boulton & Paul Bolton                      | Anh                |          | Ném bom hạng nặng                    | 1922                | Nguyên mẫu               | 1                |               |
| Boulton & Paul Bugle                       | Anh                |          | Ném bom hạng nặng                    | 1923                | Hoạt động                | 7                |               |
| Boulton Paul Bodmin                        | Anh                |          | Ném bom hạng nặng                    | 1924                | Nguyên mẫu               | 2                |               |
| Boulton Paul Bourges                       | Anh                |          | Ném bom hạng nặng                    | 1919                | Nguyên mẫu               | 3                |               |
| Boulton Paul Overstrand                    | Anh                |          | Ném bom hạng nặng                    | 1933                | Hoạt động                | 28               |               |
| Boulton Paul P.32                          | Anh                |          | Ném bom ban đêm                      | 1931                | Nguyên mẫu               | 1                |               |
| Boulton Paul Sidestrand                    | Anh                |          | Ném bom hạng nặng                    | 1926                | Hoạt động                | 20               |               |
| Breda A.14                                 | Ý                  |          | Ném bom ban đêm                      | 1928                | Nguyên mẫu               | 1                |               |
| Breda A.8                                  | Ý                  |          | Ném bom ban đêm                      | 1927                | Nguyên mẫu               | 1                |               |
| Breda Ba.46                                | Ý                  |          | Ném bom/vận tải                      | 1934                | Nguyên mẫu               | 1                |               |
| Breda Ba.64                                | Ý                  |          | Cường kích                           | 1934                | Hoạt động                | 42               |               |
| Breda Ba.65                                | Ý                  |          | Cường kích                           | 1935                | Hoạt động                | 218              |               |
| Breda Ba.88                                | Ý                  |          | Cường kích                           | 1936                | Hoạt động                | 149              |               |
| Breguet 14                                 | Pháp               |          | Ném bom trinh sát                    | 1916                | Hoạt động                | 7.800            |               |
| Breguet 16                                 | Pháp               |          | Ném bom ban đêm                      | 1918                | Hoạt động                | 200              |               |
| Breguet 19                                 | Pháp               |          | Ném bom trinh sát                    | 1922                | Hoạt động                | 2.700+           |               |
| Breguet 270 Series                         | Pháp               |          | Ném bom trinh sát                    | 1929                | Hoạt động                | 227+             |               |
| Breguet 410                                | Pháp               |          | Ném bom                              | 1931                | Nguyên mẫu               | 8                |               |
| Breguet 460 Vultur                         | Pháp               |          | Ném bom                              | 1935                | Nguyên mẫu               | 5                |               |
| Breguet 521                                | Pháp               |          | Tàu bay tuần tra hàng hải            | 1933                | Hoạt động                | 34               |               |
| Breguet 693                                | Pháp               |          | Cường kích                           | 1938                | Hoạt động                | 230              |               |
| Breguet Alizé                              | Pháp               |          | Tuần tra hàng hải                    | 1956                | Hoạt động năm 2000       | 89               |               |
| Breguet Atlantique                         | Pháp               |          | Tuần tra hàng hải                    | 1961                | Hoạt động                | 115              |               |
| Breguet Bre.4                              | Pháp               |          | Ném bom                              | 1914                | Hoạt động                | 100              |               |
| Breguet Bre.5 & 6                          | Pháp               |          | Ném bom                              | 1915                | Hoạt động                | 50+              |               |
| Breguet Taon                               | Pháp               |          | Tiêm kích ném bom                    | 1957                | Nguyên mẫu               | 2                |               |
| Breguet Vultur                             | Pháp               |          | Cường kích                           | 1951                | Nguyên mẫu               | 2                |               |
| Brewster SB2A Buccaneer                    | Hoa Kỳ             |          | Ném bom                              | 1941                | Hoạt động                | 771              |               |
| Bristol Beaufighter                        | Anh                |          | Tiêm kích ném bom/thả ngư lôi        | 1939                | Hoạt động                | 5.928            |               |
| Bristol Beaufort                           | Anh                |          | Thả ngư lôi                          | 1938                | Hoạt động                | 2.129            |               |
| Bristol Berkeley                           | Anh                |          | Ném bom hạng nặng                    | 1925                | Nguyên mẫu               | 3                |               |
| Bristol Blenheim                           | Anh                |          | Ném bom hạng trung                   | 1935                | Hoạt động                | 4.422            |               |
| Bristol Bombay                             | Anh                |          | Ném bom hạng nặng/vận tải            | 1935                | Hoạt động                | 50               |               |
| Bristol Braemar                            | Anh                |          | Ném bom hạng nặng                    | 1918                | Nguyên mẫu               | 2                |               |
| Bristol Buckingham                         | Anh                |          | Ném bom hạng trung                   | 1943                | Hoạt động                | 119              | [ ghi chú 1 ] |
| Bristol TB.8                               | Anh                |          | Ném bom                              | 1913                | Hoạt động                | 54               |               |
| Bristol Type 148                           | Anh                |          | Ném bom trinh sát                    | 1937                | Nguyên mẫu               | 2                |               |
| British Aerospace Harrier II               | Anh                |          | Cường kích                           | 1985                | Hoạt động                | 143              |               |
| CAC Woomera                                | Úc                 |          | Cường kích                           | 1941                | Nguyên mẫu               | 2                |               |
| CAMS 33                                    | Pháp               |          | Tàu bay tuần tra hàng hải            | 1923                | Hoạt động                | 20               |               |
| CAMS 37                                    | Pháp               |          | Tàu bay tuần tra hàng hải            | 1926                | Hoạt động                | 332              | [ ghi chú 3 ] |
| CAMS 55                                    | Pháp               |          | Tàu bay tuần tra hàng hải            | 1928                | Hoạt động                | 112              |               |
| Canadair CL-41 Tebuan                      | Canada             |          | Huấn luyện/cường kích                | 1960                | Hoạt động năm 1986       | 20               |               |
| Canadair CP-107 Argus                      | Canada             |          | Tuần tra hàng hải                    | 1957                | Hoạt động năm 1982       | 33               |               |
| CANSA FC.20bis                             | Ý                  |          | Ném bom                              | 1941                | Nguyên mẫu               | 6                |               |
| CANT Z.1007                                | Ý                  |          | Ném bom hạng nặng                    | 1937                | Hoạt động                | 660              |               |
| CANT Z.1018                                | Ý                  |          | Ném bom hạng trung                   | 1939                | Nguyên mẫu               | 15               |               |
| CANT Z.501                                 | Ý                  |          | Tàu bay tuần tra hàng hải            | 1934                | Hoạt động                | 200+             |               |
| CANT Z.506                                 | Ý                  |          | Tuần tra hàng hải                    | 1935                | Hoạt động                | 325+             |               |
| Caproni A.P.1                              | Ý                  |          | Cường kích                           | 1934                | Hoạt động                | 56               |               |
| Caproni Ca.1                               | Ý                  |          | Ném bom hạng nặng                    | 1914                | Hoạt động                | 162              |               |
| Caproni Ca.101                             | Ý                  |          | Ném bom/vận tải                      | 1928                | Hoạt động                |                  |               |
| Caproni Ca.111                             | Ý                  |          | Ném bom trinh sát                    | 1932                | Hoạt động                | 148              |               |
| Caproni Ca.2                               | Ý                  |          | Ném bom hạng nặng                    | 1915                | Hoạt động                | 9                |               |
| Caproni Ca.3                               | Ý                  |          | Ném bom hạng nặng                    | 1916                | Hoạt động                | 509              |               |
| Caproni Ca.310                             | Ý                  |          | Ném bom trinh sát                    | 1937                | Hoạt động                | 312              |               |
| Caproni Ca.311                             | Ý                  |          | Ném bom trinh sát                    | 1939                | Hoạt động                | 335              |               |
| Caproni Ca.313                             | Ý                  |          | Ném bom trinh sát                    | 1939                | Hoạt động                | 271              |               |
| Caproni Ca.314                             | Ý                  |          | Thả ngư lôi                          | 1939                | Hoạt động                | 407              |               |
| Caproni Ca.316                             | Ý                  |          | Tuần tra hàng hải                    | 1940                | Hoạt động                | 14               |               |
| Caproni Ca.355                             | Ý                  |          | Ném bom bổ nhào                      | 1941                | Đề án                    | 1                |               |
| Caproni Ca.4                               | Ý                  |          | Ném bom hạng nặng                    | 1917                | Hoạt động                | 38               |               |
| Caproni Ca.5                               | Ý                  |          | Ném bom hạng nặng                    | 1917                | Hoạt động                | 664              |               |
| Caproni Ca.73                              | Ý                  |          | Ném bom/vận tải                      | 1924                | Hoạt động                |                  |               |
| Caproni Ca.90                              | Ý                  |          | Ném bom hạng nặng                    | 1929                | Nguyên mẫu               | 1                |               |
| CASA CN-235MPA                             | Tây Ban Nha        |          | Tuần tra hàng hải                    | 1983                | Hoạt động                |                  |               |
| Caudron G.4                                | Pháp               |          | Ném bom                              | 1915                | Hoạt động                | 1.421            |               |
| Caudron R.4                                | Pháp               |          | Ném bom trinh sát                    | 1915                | Hoạt động                | 249              |               |
| Cessna A-37 Dragonfly                      | Hoa Kỳ             |          | Cường kích                           | 1963                | Hoạt động                | 577              |               |
| Chyetverikov ARK-3                         | Liên Xô            |          | Tuần tra hàng hải                    | 1936                | Nguyên mẫu               | 7                |               |
| Chyetverikov MDR-3                         | Liên Xô            |          | Tàu bay tuần tra hàng hải            | 1932                | Nguyên mẫu               | 2                |               |
| Chyetverikov MDR-6                         | Liên Xô            |          | Tuần tra hàng hải                    | 1937                | Hoạt động                | 27               |               |
| Consolidated B-24 Liberator                | Hoa Kỳ             |          | Ném bom hạng nặng                    | 1939                | Hoạt động                | 18.482           | [ ghi chú 3 ] |
| Consolidated B-32 Dominator                | Hoa Kỳ             |          | Ném bom hạng nặng                    | 1942                | Hoạt động                | 118              |               |
| Consolidated P2Y                           | Hoa Kỳ             |          | Tàu bay tuần tra hàng hải            | 1929                | Hoạt động                | 78               |               |
| Consolidated PB2Y Coronado                 | Hoa Kỳ             |          | Tàu bay tuần tra hàng hải            | 1937                | Hoạt động                | 217              | [ ghi chú 3 ] |
| Consolidated PB4Y-2 Privateer              | Hoa Kỳ             |          | Tuần tra hàng hải                    | 1943                | Hoạt động                | 739              |               |
| Consolidated PBY Catalina                  | Hoa Kỳ             |          | Tàu bay tuần tra hàng hải/lưỡng cư   | 1935                | Hoạt động                | 4.051            |               |
| Vought TBU/Consolidated TBY Sea Wolf       | Hoa Kỳ             |          | Thả ngư lôi                          | 1941                | Hoạt động                | 180              |               |
| Consolidated XP4Y Corregidor               | Hoa Kỳ             |          | Tàu bay tuần tra hàng hải            | 1939                | Nguyên mẫu               | 1                |               |
| Convair B-36                               | Hoa Kỳ             |          | Ném bom hạng nặng                    | 1946                | Hoạt động                | 384              |               |
| Convair B-58 Hustler                       | Hoa Kỳ             |          | Ném bom hạng nặng                    | 1956                | Hoạt động                | 116              |               |
| Convair XB-46                              | Hoa Kỳ             |          | Ném bom hạng nặng                    | 1947                | Nguyên mẫu               | 1                |               |
| Convair YB-60                              | Hoa Kỳ             |          | Ném bom hạng nặng                    | 1952                | Nguyên mẫu               | 2                |               |
| Curtiss A-12 Shrike                        | Hoa Kỳ             |          | Cường kích                           | 1933                | Hoạt động                | 46               |               |
| Curtiss A-18 Shrike                        | Hoa Kỳ             |          | Cường kích                           | 1935                | Hoạt động                | 13               |               |
| Curtiss A-8                                | Hoa Kỳ             |          | Cường kích                           | 1931                | Hoạt động                | 13               |               |
| Curtiss B-2 Condor                         | Hoa Kỳ             |          | Ném bom hạng nặng                    | 1929                | Hoạt động                | 13               |               |
| Curtiss BF2C Goshawk                       | Hoa Kỳ             |          | Tiêm kích ném bom                    | 1933                | Hoạt động                | 166              |               |
| Curtiss CS                                 | Hoa Kỳ             |          | Thả ngư lôi                          | 1923                | Hoạt động                | 83               |               |
| Curtiss F5L                                | Hoa Kỳ             |          | Tàu bay tuần tra hàng hải            | 1918                | Hoạt động                | 227              |               |
| Curtiss A-3/A-4 Falcon                     | Hoa Kỳ             |          | Cường kích                           | 1924                | Hoạt động                | 155              |               |
| Curtiss HS                                 | Hoa Kỳ             |          | Tàu bay tuần tra hàng hải            | 1917                | Hoạt động                | 1.178            |               |
| Curtiss Model H                            | Hoa Kỳ             |          | Tàu bay tuần tra hàng hải            | 1917                | Hoạt động                | 478              |               |
| Curtiss SB2C Helldiver/A-25 Shrike         | Hoa Kỳ             |          | Ném bom bổ nhào                      | 1940                | Hoạt động                | 7.140            |               |
| Curtiss SBC Helldiver                      | Hoa Kỳ             |          | Ném bom bổ nhào                      | 1935                | Hoạt động                | 257              |               |
| Curtiss T-32 Condor II                     | Hoa Kỳ             |          | Ném bom/vận tải                      | 1933                | Hoạt động                | 45               |               |
| Curtiss XA-14                              | Hoa Kỳ             |          | Cường kích                           | 1935                | Nguyên mẫu               | 1                |               |
| Curtiss XBTC                               | Hoa Kỳ             |          | Thả ngư lôi                          | 1945                | Nguyên mẫu               | 2                |               |
| Curtiss XSB3C                              | Hoa Kỳ             |          | Ném bom bổ nhào                      | 1941                | Đề án                    | 0                |               |
| Curtiss YA-10 Shrike                       | Hoa Kỳ             |          | Cường kích                           | 1932                | Nguyên mẫu               | 2                |               |
| DAR 10                                     | Bulgaria           |          | Ném bom trinh sát                    | 1941                | Nguyên mẫu               | 2                |               |
| Dassault Mirage 2000N/2000D                | Pháp               |          | Tấn công hạt nhân                    | 1986                | Hoạt động                | 161              |               |
| Dassault Mirage IV                         | Pháp               |          | Ném bom hạng nặng                    | 1959                | Hoạt động năm 2005       | 66               |               |
| Dassault Ouragan                           | Pháp               |          | Tiêm kích ném bom                    | 1949                | Hoạt động                | 567              |               |
| Dassault-Breguet Super Étendard            | Pháp               |          | Cường kích                           | 1974                | Hoạt động                | 85               |               |
| Dassault/Dornier Alpha Jet                 | Pháp/Đức           |          | Cường kích                           | 1973                | Hoạt động năm 1997       | 480              | [ ghi chú 1 ] |
| De Havilland DH.100 Vampire                | Anh                |          | Tiêm kích ném bom                    | 1943                | Hoạt động                | 3.268            | [ ghi chú 4 ] |
| de Havilland DH.14 Okapi                   | Anh                |          | Ném bom hạng nặng                    | 1919                | Nguyên mẫu               | 3                |               |
| de Havilland DH.27 Derby                   | Anh                |          | Ném bom hạng nặng                    | 1922                | Nguyên mẫu               | 2                |               |
| de Havilland DH.65 Hound                   | Anh                |          | Ném bom trinh sát                    | 1926                | Nguyên mẫu               | 1                |               |
| de Havilland DH.72                         | Anh                |          | Ném bom ban đêm                      | 1931                | Nguyên mẫu               | 1                |               |
| De Havilland DH.98 Mosquito                | Anh                |          | Tiêm kích ném bom                    | 1940                | Hoạt động                | 7.781            | [ ghi chú 4 ] |
| de Havilland Venom                         | Anh                |          | Tiêm kích ném bom                    | 1949                | Hoạt động                | 1.431            | [ ghi chú 4 ] |
| DFW R.I                                    | Đức                |          | Ném bom hạng nặng                    | 1916                | Nguyên mẫu               | 1                |               |
| DFW R.II                                   | Đức                |          | Ném bom hạng nặng                    | 1918                | Nguyên mẫu               | 2                |               |
| DFW R.III                                  | Đức                |          | Ném bom hạng nặng                    | ?                   | Dự án hủy bỏ             | 0                |               |
| Dornier Do P                               | Đức                |          | Ném bom hạng nặng                    | 1930                | Nguyên mẫu               | 1                |               |
| Dornier Do Y                               | Đức                |          | Ném bom                              | 1931                | Hoạt động                | 4                |               |
| Dornier Do 11                              | Đức                |          | Ném bom hạng nặng                    | 1932                | Hoạt động                | 372              |               |
| Dornier Do 17                              | Đức                |          | Ném bom                              | 1934                | Hoạt động                | 2.139            |               |
| Dornier Do 19                              | Đức                |          | Ném bom hạng nặng                    | 1936                | Nguyên mẫu               | 3                |               |
| Dornier Do 215                             | Đức                |          | Ném bom hạng trung                   | 1938                | Hoạt động                | 105              |               |
| Dornier Do 217                             | Đức                |          | Ném bom hạng nặng                    | 1938                | Hoạt động                | 1.925            | [ ghi chú 4 ] |
| Dornier Do 22                              | Đức                |          | Thả ngư lôi                          | 1935                | Hoạt động                | 30               |               |
| Dornier 228                                | Đức                |          | Tuần tra hàng hải                    | 1981                | Hoạt động                | 270              | [ ghi chú 3 ] |
| Dornier Do 23                              | Đức                |          | Ném bom hạng nặng                    | 1934                | Hoạt động                | 282              |               |
| Dornier Do 24                              | Đức                |          | Tuần tra hàng hải                    | 1937                | Hoạt động                | 279              |               |
| Dornier Do 28                              | Đức                |          | Tuần tra hàng hải                    | 1959                | Hoạt động                | 10               |               |
| Dornier Do 317                             | Đức                |          | Ném bom hạng trung                   | 1943                | Nguyên mẫu               | 6                |               |
| Douglas A-1 Skyraider                      | Hoa Kỳ             |          | Cường kích                           | 1945                | Hoạt động                | 3.180            |               |
| Douglas A-20 Havoc                         | Hoa Kỳ             |          | Cường kích                           | 1939                | Hoạt động                | 7.478            | [ ghi chú 4 ] |
| Douglas A-26 Invader                       | Hoa Kỳ             |          | Cường kích                           | 1942                | Hoạt động                | 2.452            |               |
| Douglas A-3 Skywarrior                     | Hoa Kỳ             |          | Ném bom hạng nặng                    | 1956                | Hoạt động                | 282              |               |
| Douglas A-4 Skyhawk                        | Hoa Kỳ             |          | Cường kích aircraft                  | 1954                | Hoạt động                | 2.960            |               |
| Douglas A2D Skyshark                       | Hoa Kỳ             |          | Cường kích                           | 1950                | Nguyên mẫu               | 8                |               |
| Douglas B-18 Bolo                          | Hoa Kỳ             |          | Tuần tra hàng hải/Ném bom hạng trung | 1935                | Hoạt động                | 350              |               |
| Douglas B-23 Dragon                        | Hoa Kỳ             |          | Ném bom/vận tải                      | 1939                | Hoạt động                | 38               | [ ghi chú 3 ] |
| Douglas B-66 Destroyer                     | Hoa Kỳ             |          | Ném bom hạng trung                   | 1954                | Hoạt động                | 72               |               |
| Douglas BTD Destroyer                      | Hoa Kỳ             |          | Thả ngư lôi/Ném bom bổ nhào          | 1943                | Hoạt động                | 30               |               |
| Douglas DT                                 | Hoa Kỳ             |          | Thả ngư lôi                          | 1921                | Hoạt động                | 90               |               |
| Douglas SBD Dauntless                      | Hoa Kỳ             |          | Ném bom bổ nhào                      | 1940                | Hoạt động                | 5.936            |               |
| Douglas TBD Devastator                     | Hoa Kỳ             |          | Thả ngư lôi                          | 1935                | Hoạt động                | 130              |               |
| Douglas XB-19                              | Hoa Kỳ             |          | Ném bom hạng nặng                    | 1941                | Nguyên mẫu               | 1                |               |
| Douglas XB-22                              | Hoa Kỳ             |          | Ném bom hạng trung                   | ?                   | Đề án                    | 0                |               |
| Douglas XTB2D Skypirate                    | Hoa Kỳ             |          | Thả ngư lôi                          | 1945                | Nguyên mẫu               | 2                |               |
| Douglas Y1B-7                              | Hoa Kỳ             |          | Ném bom hạng nặng                    | 1931                | Nguyên mẫu               | 8                |               |
| EADS-CASA C295MP                           | Tây Ban Nha        |          | Tuần tra hàng hải                    | 1997                | Hoạt động                | 86               | [ ghi chú 3 ] |
| Embraer EMB 312 Tucano                     | Brazil             |          | Huấn luyện/cường kích                | 1980                | Hoạt động                | 624              |               |
| Embraer EMB 314 Super Tucano               | Brazil             |          | Huấn luyện/cường kích                | 1999                | Hoạt động                | 158              |               |
| English Electric Canberra                  | Anh                |          | Ném bom trinh sát                    | 1949                | Hoạt động                | 949              |               |
| Fairchild Republic A-10 Thunderbolt II     | Hoa Kỳ             |          | Cường kích                           | 1972                | Hoạt động                | 716              |               |
| Fairey Albacore                            | Anh                |          | Thả ngư lôi                          | 1938                | Hoạt động                | 800              |               |
| Fairey Barracuda                           | Anh                |          | Thả ngư lôi/Ném bom bổ nhào          | 1940                | Hoạt động                | 2.607            |               |
| Fairey Battle                              | Anh                |          | Ném bom hạng trung                   | 1936                | Hoạt động                | 2.185            |               |
| Fairey Campania                            | Anh                |          | Tuần tra hàng hải                    | 1917                | Hoạt động                | 62               |               |
| Fairey Fawn                                | Anh                |          | Ném bom trinh sát                    | 1923                | Hoạt động                | 75               |               |
| Fairey Ferret                              | Anh                |          | Ném bom trinh sát                    | 1925                | Nguyên mẫu               | 3                |               |
| Fairey Fox                                 | Anh                |          | Ném bom trinh sát                    | 1925                | Hoạt động                |                  |               |
| Fairey G.4/31                              | Anh                |          | Ném bom                              | 1934                | Nguyên mẫu               | 1                |               |
| Fairey Gannet                              | Anh                |          | Tuần tra hàng hải                    | 1949                | Hoạt động năm 1978       | 348              |               |
| Fairey Gordon                              | Anh                |          | Ném bom trinh sát                    | 1931                | Hoạt động                | 186              |               |
| Fairey Hendon                              | Anh                |          | Ném bom hạng nặng                    | 1930                | Hoạt động                | 15               |               |
| Fairey III                                 | Anh                |          | Ném bom trinh sát                    | 1917                | Hoạt động                | 964              |               |
| Fairey P.4/34                              | Anh                |          | Ném bom trinh sát                    | 1937                | Nguyên mẫu               | 2                |               |
| Fairey Seal                                | Anh                |          | Ném bom trinh sát                    | 1930                | Hoạt động                | 91               |               |
| Fairey Swordfish                           | Anh                |          | Thả ngư lôi                          | 1934                | Hoạt động                | 2.391            |               |
| Farman F.140 Super Goliath                 | Pháp               |          | Ném bom ban đêm                      | 1924                | Hoạt động                | 9                |               |
| Farman F.150                               | Pháp               |          | Ném bom hạng nặng                    | 1926                | Nguyên mẫu               | 1+               |               |
| Farman F.160                               | Pháp               |          | Ném bom hạng nặng                    | 1928                | Hoạt động                | 250              |               |
| Farman F.220                               | Pháp               |          | Ném bom hạng nặng                    | 1932                | Hoạt động                | 80               | [ ghi chú 3 ] |
| Farman F.50                                | Pháp               |          | Ném bom ban đêm                      | 1918                | Hoạt động                | 100+             |               |
| Farman F.60 Goliath                        | Pháp               |          | Ném bom hạng nặng                    | 1919                | Nguyên mẫu               | 3                |               |
| Felixstowe F.2                             | Anh                |          | Tàu bay tuần tra hàng hải            | 1917                | Hoạt động                | 175              |               |
| Felixstowe F.3                             | Anh                |          | Tàu bay tuần tra hàng hải            | 1917                | Hoạt động                | 182              |               |
| Felixstowe F.5                             | Anh                |          | Tàu bay tuần tra hàng hải            | 1918                | Hoạt động                | 53               |               |
| Felixstowe Fury                            | Anh                |          | Tàu bay tuần tra hàng hải            | 1918                | Nguyên mẫu               | 1                |               |
| Fiat Br.20                                 | Ý                  |          | Ném bom hạng trung                   | 1936                | Hoạt động                | 500+             |               |
| Fiat BR                                    | Ý                  |          | Ném bom                              | 1919                | Hoạt động                | 250+             |               |
| Fiat BRG                                   | Ý                  |          | Ném bom                              | 1931                | Nguyên mẫu               | 1                |               |
| Fiat G.91                                  | Ý                  |          | Cường kích                           | 1956                | Hoạt động năm 1995       | 770              |               |
| Fiat G.91Y                                 | Ý                  |          | Cường kích                           | 1966                | Hoạt động năm 1998       | 67               |               |
| Fiat RS.14                                 | Ý                  |          | Tuần tra hàng hải                    | 1939                | Hoạt động                | 188              |               |
| Fieseler Fi 167                            | Đức                |          | Thả ngư lôi                          | 1937                | Hoạt động                | 14               |               |
| Fieseler Fi 98                             | Đức                |          | Ném bom bổ nhào                      | 1935                | Nguyên mẫu               | 1                |               |
| FMA AeMB.2                                 | Argentina          |          | Ném bom trinh sát                    | 1935                | Hoạt động                | 16               |               |
| FMA IA 58 Pucará                           | Argentina          |          | Cường kích                           | 1969                | Hoạt động                | 150+             |               |
| Focke-Wulf Fw 200 Condor                   | Đức                |          | Tuần tra hàng hải/vận tải            | 1937                | Hoạt động                | 276              | [ ghi chú 3 ] |
| Focke-Wulf Fw 300                          | Đức                |          | Ném bom hạng nặng                    | 1941                | Đề án                    | 0                |               |
| Focke-Wulf Fw 42                           | Đức                |          | Ném bom hạng trung                   | ?                   | Đề án                    | 0                |               |
| Focke-Wulf Ta 400                          | Đức                |          | Ném bom hạng nặng                    | 1943                | Đề án                    | 0                |               |
| Fokker C.V                                 | Hà Lan             |          | Ném bom trinh sát                    | 1924                | Hoạt động                | 955              |               |
| Fokker C.X                                 | Hà Lan             |          | Ném bom trinh sát                    | 1934                | Hoạt động                | 71               |               |
| Fokker F-27 maritime                       | Hà Lan             |          | Tuần tra hàng hải                    | 1955                | Hoạt động                |                  |               |
| Fokker K.I                                 | Đức                |          | Ném bom                              | 1915                | Nguyên mẫu               | 1                |               |
| Fokker T.IV                                | Hà Lan             |          | Tuần tra hàng hải/thả ngư lôi        | 1927                | Hoạt động                | 33               |               |
| Fokker T.V                                 | Hà Lan             |          | Thả ngư lôi                          | 1937                | Hoạt động                | 16               |               |
| Fokker T.VIII                              | Hà Lan             |          | Thả ngư lôi                          | 1938                | Hoạt động                | 36               |               |
| Fokker XB-8                                | Hoa Kỳ             |          | Ném bom hạng nặng                    | 1929                | Nguyên mẫu               | 7                |               |
| Fouga CM.170 Magister                      | Pháp               |          | Huấn luyện/cường kích                | 1952                | Hoạt động                | 929              |               |
| Friedrichshafen FF.41                      | Đức                |          | Ném bom trinh sát                    | 1917                | Hoạt động                | 9                |               |
| Friedrichshafen G.I                        | Đức                |          | Ném bom hạng nặng                    | 1915                | Nguyên mẫu               | 1                |               |
| Friedrichshafen G.II                       | Đức                |          | Ném bom hạng nặng                    | 1916                | Hoạt động                | 35               |               |
| Friedrichshafen G.III                      | Đức                |          | Ném bom hạng nặng                    | 1917                | Hoạt động                | 338              |               |
| Friedrichshafen G.IV                       | Đức                |          | Ném bom hạng nặng                    | 1918                | Nguyên mẫu               | 1                |               |
| Friedrichshafen G.V                        | Đức                |          | Ném bom hạng nặng                    | 1918                | Nguyên mẫu               | 1                |               |
| General Dynamics F-111                     | Hoa Kỳ             |          | Ném bom                              | 1967                | Hoạt động năm 2010       | 563              |               |
| Gloster Goral                              | Anh                |          | Ném bom trinh sát                    | 1927                | Nguyên mẫu               | 1                |               |
| Gloster TSR.38                             | Anh                |          | Thả ngư lôi                          | 1932                | Nguyên mẫu               | 1                |               |
| Gotha G.I                                  | Đức                |          | Ném bom hạng nặng                    | 1915                | Hoạt động                | 20               |               |
| Gotha G.II                                 | Đức                |          | Ném bom hạng nặng                    | 1916                | Hoạt động                | 11               |               |
| Gotha G.III                                | Đức                |          | Ném bom hạng nặng                    | 1916                | Hoạt động                | 25               |               |
| Gotha G.IV                                 | Đức                |          | Ném bom hạng nặng                    | 1916                | Hoạt động                | 230              |               |
| Gotha G.IX                                 | Đức                |          | Ném bom hạng nặng                    | 1918                | Hoạt động                | 90               |               |
| Gotha G.V                                  | Đức                |          | Ném bom hạng nặng                    | 1917                | Hoạt động                | 205              |               |
| Gotha G.VI                                 | Đức                |          | Ném bom hạng nặng                    | 1918                | Nguyên mẫu               | 2                |               |
| Gotha GL.VII                               | Đức                |          | Ném bom hạng trung                   | 1918                | Hoạt động                | 20               |               |
| Gotha G.VIII                               | Đức                |          | Ném bom hạng nặng                    | 1918                | Nguyên mẫu               | 1                |               |
| Gotha G.X                                  | Đức                |          | Ném bom hạng nặng                    | 1918                | Nguyên mẫu               | 2                |               |
| Grahame-White Ganymede                     | Anh                |          | Ném bom hạng nặng                    | 1919                | Nguyên mẫu               | 1                |               |
| Great Lakes BG                             | Hoa Kỳ             |          | Ném bom bổ nhào                      | 1933                | Hoạt động                | 61               |               |
| Grigorovich TB-5                           | Liên Xô            |          | Ném bom hạng nặng                    | 1931                | Nguyên mẫu               | 1                |               |
| Grumman A-6 Intruder                       | Hoa Kỳ             |          | Cường kích                           | 1960                | Hoạt động năm 1997       | 693              |               |
| Grumman AF Guardian                        | Hoa Kỳ             |          | Tuần tra hàng hải                    | 1945                | Hoạt động                | 389              | [ ghi chú 2 ] |
| Grumman F9F Panther                        | Hoa Kỳ             |          | Tiêm kích ném bom                    | 1947                | Hoạt động                | 1.382            |               |
| Grumman OV-1 Mohawk                        | Hoa Kỳ             |          | Ném bom trinh sát                    | 1959                | Hoạt động                | 380              |               |
| Grumman S-2 Tracker                        | Hoa Kỳ             |          | Tuần tra hàng hải                    | 1952                | Hoạt động                | 1.284            |               |
| Grumman TBF Avenger                        | Hoa Kỳ             |          | Thả ngư lôi                          | 1941                | Hoạt động                | 9.839            |               |
| Grumman XTB2F                              | Hoa Kỳ             |          | Thả ngư lôi                          | 1944                | Đề án                    | 0                |               |
| HAL HF-24 Marut                            | Ấn Độ              |          | Tiêm kích ném bom                    | 1961                | Hoạt động                | 147              |               |
| HAL HJT-16 Kiran                           | Ấn Độ              |          | Huấn luyện/cường kích                | 1964                | Hoạt động                | 190              |               |
| Hall XPTBH                                 | Hoa Kỳ             |          | Thả ngư lôi                          | 1937                | Nguyên mẫu               | 1                |               |
| Handley Page H.P.19 Hanley                 | Anh                |          | Thả ngư lôi                          | 1922                | Nguyên mẫu               | 3                |               |
| Handley Page H.P.24 Hyderabad              | Anh                |          | Ném bom hạng nặng                    | 1925                | Hoạt động                | 44               |               |
| Handley Page H.P.25 Hendon                 | Anh                |          | Thả ngư lôi                          | 1924                | Nguyên mẫu               | 6                |               |
| Handley Page H.P.28 Handcross              | Anh                |          | Ném bom hạng nặng                    | 1924                | Nguyên mẫu               | 3                |               |
| Handley Page H.P.31 Harrow                 | Anh                |          | Thả ngư lôi                          | 1926                | Nguyên mẫu               | 2                |               |
| Handley Page H.P.33 Hinaidi                | Anh                |          | Ném bom hạng nặng                    | 1927                | Hoạt động                | 36               |               |
| Handley Page H.P.34 Hare                   | Anh                |          | Ném bom                              | 1928                | Nguyên mẫu               | 1                |               |
| Handley Page H.P.43                        | Anh                |          | Ném bom/vận tải                      | 1932                | Nguyên mẫu               | 1                |               |
| Handley Page H.P.46                        | Anh                |          | Thả ngư lôi                          | 1932                | Nguyên mẫu               | 1                |               |
| Handley Page H.P.47                        | Anh                |          | Thả ngư lôi                          | 1934                | Nguyên mẫu               | 1                |               |
| Handley Page H.P.50 Heyford                | Anh                |          | Ném bom hạng nặng                    | 1930                | Hoạt động                | 125              |               |
| Handley Page H.P.51                        | Anh                |          | Ném bom/vận tải                      | 1935                | Nguyên mẫu               | 1                |               |
| Handley Page Harrow                        | Anh                |          | Ném bom/vận tải                      | 1936                | Hoạt động                | 100              | [ ghi chú 3 ] |
| Handley Page Halifax                       | Anh                |          | Ném bom hạng nặng                    | 1939                | Hoạt động                | 6.178            | [ ghi chú 3 ] |
| Handley Page Hampden/Hereford              | Anh                |          | Ném bom hạng trung                   | 1936                | Hoạt động                | 1.430            |               |
| Handley Page Type O                        | Anh                |          | Ném bom hạng nặng                    | 1915                | Hoạt động                | 600              |               |
| Handley Page V/1500                        | Anh                |          | Ném bom hạng nặng                    | 1918                | Hoạt động                | 41               |               |
| Handley Page Victor                        | Anh                | Phản lực | Ném bom hạng nặng                    | 1952                | Hoạt động                | 86               |               |
| Harbin H-5                                 | Liên Xô/Trung Quốc |          | Ném bom hạng trung                   | 1948                | Hoạt động                | 319+             |               |
| Harbin H-7                                 | Trung Quốc         |          | Ném bom hạng trung                   | 1965                | Đề án                    |                  |               |
| Harbin SH-5                                | Trung Quốc         |          | Tàu bay tuần tra hàng hải            | 1976                | Hoạt động                | 6                |               |
| Hawker Audax                               | Anh                |          | Ném bom trinh sát                    | 1931                | Hoạt động                | 700+             |               |
| Hawker Dantorp                             | Anh                |          | Thả ngư lôi                          | 1932                | Hoạt động                | 2                |               |
| Hawker Hardy                               | Anh                |          | Ném bom trinh sát                    | 1934                | Hoạt động                | 48               |               |
| Hawker Hart                                | Anh                |          | Ném bom trinh sát                    | 1928                | Hoạt động                | 992              |               |
| Hawker Hector                              | Anh                |          | Ném bom trinh sát                    | 1936                | Hoạt động                | 179              |               |
| Hawker Henley                              | Anh                |          | Ném bom trinh sát                    | 1937                | Hoạt động                | 200              |               |
| Hawker Hind                                | Anh                |          | Ném bom trinh sát                    | 1934                | Hoạt động                | 528              |               |
| Hawker Horsley                             | Anh                |          | Thả ngư lôi                          | 1925                | Hoạt động                | 122              |               |
| Hawker Hunter                              | Anh                |          | Tiêm kích ném bom                    | 1951                | Hoạt động                | 278              |               |
| Hawker Siddeley Harrier                    | Anh                |          | Cường kích                           | 1974                | Hoạt động                | 900              |               |
| Hawker Typhoon                             | Anh                |          | Tiêm kích ném bom                    | 1940                | Hoạt động                | 3.317            |               |
| Hawker-Siddeley Hawk                       | Anh                |          | Cường kích                           | 1974                | Hoạt động                | 900+             | [ ghi chú 1 ] |
| Hawker-Siddeley Nimrod                     | Anh                |          | Tuần tra hàng hải                    | 1967                | Hoạt động                | 51               |               |
| Heinkel He 111                             | Đức                |          | Ném bom hạng nặng                    | 1935                | Hoạt động                | 6.508            | [ ghi chú 3 ] |
| Heinkel He 115                             | Đức                |          | Tuần tra hàng hải                    | 1937                | Hoạt động                | 138              |               |
| Heinkel He 177                             | Đức                |          | Ném bom hạng nặng                    | 1939                | Hoạt động                | 1.169            |               |
| Heinkel He 274                             | Đức                |          | Ném bom hạng nặng                    | 1945                | Nguyên mẫu               | 2                |               |
| Heinkel He 277                             | Đức                |          | Ném bom hạng nặng                    | 1943                | Đề án                    | 0                |               |
| Heinkel He 45                              | Đức                |          | Ném bom trinh sát                    | 1931                | Hoạt động                | 512              |               |
| Heinkel He 50                              | Đức                |          | Ném bom bổ nhào                      | 1931                | Hoạt động                | 78               |               |
| Heinkel He 59                              | Đức                |          | Thả ngư lôi                          | 1931                | Hoạt động                | 142              |               |
| Heinkel He 70                              | Đức                |          | Ném bom hạng trung                   | 1932                | Hoạt động                | 324              | [ ghi chú 3 ] |
| Henschel Hs 123                            | Đức                |          | Ném bom bổ nhào                      | 1935                | Hoạt động                | 250              |               |
| Henschel Hs 129                            | Đức                |          | Cường kích                           | 1939                | Hoạt động                | 865              |               |
| Hiro G2H                                   | Nhật Bản           |          | Ném bom hạng nặng                    | 1933                | Hoạt động                | 8                |               |
| Hiro H1H                                   | Nhật Bản           |          | Tàu bay tuần tra hàng hải            | 1927                | Hoạt động                | 65               |               |
| Hiro H2H                                   | Nhật Bản           |          | Tàu bay tuần tra hàng hải            | 1930                | Hoạt động                | 17               |               |
| Hiro H4H                                   | Nhật Bản           |          | Tàu bay tuần tra hàng hải            | 1931                | Hoạt động                | 47               |               |
| Hispano HA-200                             | Tây Ban Nha        |          | Cường kích                           | 1955                | Hoạt động                | 200              | [ ghi chú 1 ] |
| Huff-Daland XB-1                           | Hoa Kỳ             |          | Ném bom hạng nặng                    | 1927                | Nguyên mẫu               | 1                |               |
| I.Ae. 24 Calquin                           | Argentina          |          | Ném bom                              | 1946                | Hoạt động                | 101              |               |
| Ilyushin DB-3                              | Liên Xô            |          | Ném bom hạng nặng                    | 1935                | Hoạt động                | 1,528            |               |
| Ilyushin Il-10 & Avia B-33                 | Liên Xô            |          | Cường kích                           | 1944                | Hoạt động                | 6.166            |               |
| Ilyushin Il-102                            | Liên Xô            |          | Cường kích                           | 1982                | Nguyên mẫu               | 2                |               |
| Ilyushin Il-2                              | Liên Xô            |          | Cường kích                           | 1939                | Hoạt động                | 36.183           |               |
| Ilyushin Il-28                             | Liên Xô            |          | Ném bom hạng trung                   | 1948                | Hoạt động                | 6.316            |               |
| Ilyushin Il-38                             | Liên Xô            |          | Tuần tra hàng hải                    | 1967                | Hoạt động                | 58               |               |
| Ilyushin Il-4                              | Liên Xô            |          | Ném bom hạng trung                   | 1936                | Hoạt động                | 5.256            |               |
| Ilyushin Il-40                             | Liên Xô            |          | Cường kích                           | 1953                | Nguyên mẫu               | 7                |               |
| Ilyushin Il-54                             | Liên Xô            |          | Ném bom hạng trung                   | 1955                | Nguyên mẫu               | 2                |               |
| Ilyushin Il-6                              | Liên Xô            |          | Ném bom                              | 1943                | Nguyên mẫu               | 4                |               |
| Ilyushin Il-8                              | Liên Xô            |          | Cường kích                           | 1943                | Nguyên mẫu               | 3                |               |
| Junkers A 35                               | Đức                |          | Ném bom trinh sát                    | 1926                | Nguyên mẫu               | 186              |               |
| Junkers R 42/JuG-1                         | Đức                |          | Ném bom/vận tải                      | 1924                | Hoạt động                | 52               |               |
| Junkers Ju 188                             | Đức                |          | Ném bom hạng trung                   | 1940                | Hoạt động                | 1.234            |               |
| Junkers Ju 287                             | Đức                |          | Ném bom                              | 1944                | Nguyên mẫu               | 2                |               |
| Junkers Ju 288                             | Đức                |          | Ném bom                              | 1940                | Nguyên mẫu               | 22               |               |
| Junkers Ju 290                             | Đức                |          | Tuần tra hàng hải/Ném bom hạng nặng  | 1942                | Hoạt động                | 65               |               |
| Junkers Ju 388                             | Đức                |          | Ném bom trinh sát                    | 1943                | Hoạt động                | 100              |               |
| Junkers Ju 390                             | Đức                |          | Tuần tra hàng hải/vận tải            | 1943                | Nguyên mẫu               | 2                |               |
| Junkers Ju 488                             | Đức                |          | Ném bom                              | ?                   | Nguyên mẫu               | 2                |               |
| Junkers Ju 52                              | Đức                |          | Ném bom/vận tải                      | 1930                | Hoạt động năm 1982       | 4.845            | [ ghi chú 3 ] |
| Junkers Ju 86                              | Đức                |          | Ném bom trinh sát                    | 1934                | Hoạt động                | 900              | [ ghi chú 3 ] |
| Junkers Ju 87                              | Đức                |          | Ném bom bổ nhào                      | 1935                | Hoạt động                | 6.500            |               |
| Junkers Ju 88                              | Đức                |          | Ném bom hạng trung                   | 1936                | Hoạt động                | 15.000           | [ ghi chú 4 ] |
| Junkers Ju 89                              | Đức                |          | Ném bom hạng nặng                    | 1937                | Nguyên mẫu               | 2                |               |
| Junkers K 37                               | Đức                |          | Ném bom hạng nặng                    | 1927                | Nguyên mẫu               | 2                |               |
| Junkers K 43                               | Đức                |          | Ném bom/vận tải                      | 1926                | Nguyên mẫu               | 2.000+           | [ ghi chú 3 ] |
| Junkers K 47                               | Đức                |          | Ném bom bổ nhào                      | 1929                | Hoạt động                | 23               |               |
| Kaiser-Fleetwings XBTK                     | Hoa Kỳ             |          | Thả ngư lôi/Ném bom bổ nhào          | 1945                | Nguyên mẫu               | 5                |               |
| Kalinin K-7                                | Liên Xô            |          | Ném bom hạng nặng                    | 1933                | Nguyên mẫu               | 1                |               |
| Kawanishi E7K                              | Nhật Bản           |          | Ném bom trinh sát                    | 1933                | Hoạt động                | 533              |               |
| Kawanishi H6K                              | Nhật Bản           |          | Tàu bay tuần tra hàng hải            | 1936                | Hoạt động                | 215              |               |
| Kawanishi H8K                              | Nhật Bản           |          | Tàu bay tuần tra hàng hải            | 1941                | Hoạt động                | 167              |               |
| Dornier Do N                               | Đức                |          | Ném bom                              | 1928                | Hoạt động                | 26               |               |
| Kawasaki Ki-102                            | Nhật Bản           |          | Cường kích                           | 1944                | Hoạt động                | 238              |               |
| Kawasaki Ki-3                              | Nhật Bản           |          | Ném bom trinh sát                    | 1933                | Hoạt động                | 243              |               |
| Kawasaki Ki-32                             | Nhật Bản           |          | Ném bom trinh sát                    | 1937                | Hoạt động                | 854              |               |
| Kawasaki Ki-48                             | Nhật Bản           |          | Ném bom trinh sát                    | 1939                | Hoạt động                | 1.997            |               |
| Kawasaki P-1                               | Nhật Bản           |          | Tuần tra hàng hải                    | 2007                | Hoạt động                | 60+              |               |
| Kennedy Giant                              | Anh                |          | Ném bom hạng nặng                    | 1917                | Nguyên mẫu               | 1                |               |
| Keystone B-3                               | Hoa Kỳ             |          | Ném bom trinh sát                    | 1929                | Hoạt động                | 36               |               |
| Keystone B-4                               | Hoa Kỳ             |          | Ném bom hạng nặng                    | 1930                | Hoạt động                | 30               |               |
| Keystone B-5                               | Hoa Kỳ             |          | Ném bom hạng nặng                    | 1929                | Hoạt động                | 30               |               |
| Keystone B-6                               | Hoa Kỳ             |          | Ném bom hạng nặng                    | 1931                | Hoạt động                | 44               |               |
| Kharkov KhAI-5                             | Liên Xô            |          | Ném bom trinh sát                    | 1936                | Hoạt động                | 500+             |               |
| Kyushu Q1W                                 | Nhật Bản           |          | Tuần tra hàng hải                    | 1943                | Hoạt động                | 153              |               |
| LACAB GR.8                                 | Bỉ                 |          | Ném bom hạng nặng                    | 1936                | Nguyên mẫu               | 1                |               |
| Latécoère 290                              | Pháp               |          | Thả ngư lôi                          | 1931                | Hoạt động                | 35               |               |
| Latécoère 298                              | Pháp               |          | Thả ngư lôi                          | 1936                | Hoạt động                | 121              |               |
| Latécoère 302                              | Pháp               |          | Tàu bay thả ngư lôi                  | 1931                | Nguyên mẫu               | 3                |               |
| Latécoère 381                              | Pháp               |          | Tàu bay tuần tra hàng hải            | 1930                | Nguyên mẫu               | 3                |               |
| Latécoère 521 & 523                        | Pháp               |          | Tàu bay tuần tra hàng hải            | 1935                | Nguyên mẫu               | 4                |               |
| Latécoère 550                              | Pháp               |          | Thả ngư lôi                          | 1933                | Nguyên mẫu               | 1                |               |
| Latécoère 570                              | Pháp               |          | Ném bom hạng trung                   | 1939                | Nguyên mẫu               | 1                |               |
| Latécoère 582                              | Pháp               |          | Thả ngư lôi                          | 1935                | Nguyên mẫu               | 1                |               |
| Latécoère 611                              | Pháp               |          | Tàu bay tuần tra hàng hải            | 1939                | Nguyên mẫu               | 1                |               |
| Letov Š-16                                 | Tiệp Khắc          |          | Ném bom trinh sát                    | 1926                | Hoạt động                | 89               |               |
| Letov Š-28, 128, 228, 328, 428 & 528       | Tiệp Khắc          |          | Ném bom trinh sát                    | 1929                | Hoạt động                | 470              |               |
| Letov Š-33                                 | Tiệp Khắc          |          | Ném bom trinh sát                    | 1930                | Nguyên mẫu               | 1                |               |
| Letov Š-6                                  | Tiệp Khắc          |          | Ném bom trinh sát                    | 1923                | Hoạt động                | 35               |               |
| Levasseur PL.107                           | Pháp               |          | Thả ngư lôi                          | 1937                | Nguyên mẫu               | 2                |               |
| Levasseur PL.14                            | Pháp               |          | Thả ngư lôi                          | 1929                | Hoạt động                | 30               |               |
| Levasseur PL.15                            | Pháp               |          | Thả ngư lôi                          | 1932                | Hoạt động                | 17               |               |
| Levasseur PL.2                             | Pháp               |          | Thả ngư lôi                          | 1922                | Hoạt động                | 11               |               |
| Levasseur PL.7                             | Pháp               |          | Thả ngư lôi                          | 1928                | Hoạt động                | 46               |               |
| Linke-Hofmann R.I                          | Đức                |          | Ném bom hạng nặng                    | 1917                | Nguyên mẫu               | 4                |               |
| Linke-Hofmann R.II                         | Đức                |          | Ném bom hạng nặng                    | 1919                | Nguyên mẫu               | 2                |               |
| Lioré et Olivier LeO 20                    | Pháp               |          | Ném bom ban đêm                      | 1927                | Hoạt động                | 363              |               |
| Lioré et Olivier LeO 25                    | Pháp               |          | Ném bom hạng nặng                    | 1928                | Hoạt động                | 97               |               |
| Lioré et Olivier LeO 45                    | Pháp               |          | Ném bom hạng trung                   | 1937                | Hoạt động                | 561              |               |
| Lioré et Olivier LeO H-13                  | Pháp               |          | Ném bom ban đêm                      | 1922                | Hoạt động                | 30               |               |
| Lockheed F-117 Nighthawk                   | Hoa Kỳ             |          | Ném bom (tàng hình)                  | 1981                | Hoạt động                | 64               |               |
| Lockheed Hudson                            | Hoa Kỳ             |          | Tuần tra hàng hải                    | 1938                | Hoạt động                | 2.941            |               |
| Lockheed P-3 Orion/CP-140 Aurora/Arcturus  | Hoa Kỳ             |          | Tuần tra hàng hải                    | 1959                | Hoạt động                | 757              |               |
| Lockheed P2V Neptune                       | Hoa Kỳ             |          | Tuần tra hàng hải                    | 1945                | Hoạt động                | 1.132            |               |
| Lockheed S-3 Viking                        | Hoa Kỳ             |          | Tuần tra hàng hải                    | 1972                | Hoạt động                | 188              |               |
| Lockheed Ventura/Harpoon                   | Hoa Kỳ             |          | Tuần tra hàng hải                    | 1941                | Hoạt động                | 3.010            |               |
| Lockheed XB-30                             | Hoa Kỳ             |          | Ném bom hạng nặng - đề án            | ?                   | Đề án                    | 0                |               |
| Lockheed Martin F-35 Lightning II          | Hoa Kỳ             |          | Tiêm kích cường kích (tàng hình)     | 2015                | Hoạt động                | 935              |               |
| Loire 70                                   | Pháp               |          | Tàu bay tuần tra hàng hải            | 1933                | Hoạt động                | 8                |               |
| LTV A-7 Corsair II                         | Hoa Kỳ             |          | Cường kích                           | 1965                | Hoạt động                | 1.569            |               |
| LWS-6 Zubr                                 | Ba Lan             |          | Ném bom hạng trung                   | 1936                | Hoạt động                | 17               |               |
| Macchi M.C.99                              | Ý                  |          | Tuần tra hàng hải                    | 1937                | Nguyên mẫu               | 1                |               |
| Martin AM Mauler                           | Hoa Kỳ             |          | Cường kích                           | 1944                | Hoạt động                | 151              |               |
| Martin B-10 & related                      | Hoa Kỳ             |          | Ném bom hạng nặng                    | 1932                | Hoạt động                | 342              |               |
| Martin B-26 Marauder                       | Hoa Kỳ             |          | Ném bom hạng trung                   | 1940                | Hoạt động                | 5.288            |               |
| Martin B-57 Canberra                       | Hoa Kỳ             |          | Ném bom trinh sát                    | 1953                | Hoạt động                | 403              | [ ghi chú 5 ] |
| Martin Baltimore                           | Hoa Kỳ             |          | Ném bom hạng trung                   | 1941                | Hoạt động                | 1.575            |               |
| Martin Maryland                            | Hoa Kỳ             |          | Ném bom hạng trung                   | 1939                | Hoạt động                | 450              |               |
| Martin MBT/MT                              | Hoa Kỳ             |          | Ném bom                              | 1918                | Hoạt động                | 20               |               |
| Martin NBS-1                               | Hoa Kỳ             |          | Ném bom ban đêm                      | 1920                | Hoạt động                | 130              |               |
| Martin P4M Mercator                        | Hoa Kỳ             |          | Tuần tra hàng hải                    | 1946                | Hoạt động                | 21               |               |
| Martin P5M Marlin                          | Hoa Kỳ             |          | Tuần tra hàng hải                    | 1948                | Hoạt động                | 285              |               |
| Martin P6M SeaMaster                       | Hoa Kỳ             | Phản lực | Ném bom hạng nặng                    | 1955                | Hoạt động                | 12               | Tàu bay.      |
| Martin PBM Mariner                         | Hoa Kỳ             |          | Tuần tra hàng hải                    | 1939                | Hoạt động                | 1.285            |               |
| Martin T3M                                 | Hoa Kỳ             |          | Thả ngư lôi                          | 1926                | Hoạt động                | 124              |               |
| Martin T4M                                 | Hoa Kỳ             |          | Thả ngư lôi                          | 1927                | Hoạt động                | 155              |               |
| Martin XB-27                               | Hoa Kỳ             |          | Ném bom hạng nặng                    | ?                   | Đề án                    | 0                |               |
| Martin XB-33 Super Marauder                | Hoa Kỳ             |          | Ném bom hạng nặng                    | ?                   | Đề án                    | 0                |               |
| Martin XB-48                               | Hoa Kỳ             |          | Ném bom hạng trung                   | 1947                | Nguyên mẫu               | 2                |               |
| Martin XB-51                               | Hoa Kỳ             |          | Cường kích                           | 1949                | Nguyên mẫu               | 2                |               |
| Martinsyde G.100 và 102 Elephant           | Anh                |          | Ném bom trinh sát                    | 1915                | Hoạt động                | 271              |               |
| McDonnell Douglas A-12 Avenger II          | Hoa Kỳ             |          | Cường kích                           | 1983                | Đề án                    | 0                |               |
| McDonnell Douglas AV-8B Harrier II         | Hoa Kỳ             |          | Cường kích                           | 1978                | Hoạt động                | 323              |               |
| McDonnell Douglas F-4 Phantom II           | Hoa Kỳ             |          | Tiêm kích ném bom                    | 1958                | Hoạt động                | 5.195            | [ ghi chú 4 ] |
| McDonnell Douglas F/A-18 Hornet            | Hoa Kỳ             |          | Tiêm kích ném bom                    | 1978                | Hoạt động                | 1.480            |               |
| McDonnell Douglas F-15E                    | Hoa Kỳ             |          | Tiêm kích cường kích                 | 1988                | Hoạt động                | 525              |               |
| Messerschmitt Me 262                       | Đức                |          | Tiêm kích ném bom                    | 1942                | Hoạt động                | 1.430            |               |
| Messerschmitt Me 264                       | Đức                |          | Tuần tra hàng hải/Ném bom hạng nặng  | 1942                | Nguyên mẫu               | 3                |               |
| Mikoyan MiG-27                             | Liên Xô            |          | Cường kích                           | 1970                | Hoạt động                | 1.075            |               |
| Mitsubishi 1MT                             | Nhật Bản           |          | Thả ngư lôi                          | 1922                | Hoạt động                | 20               |               |
| Mitsubishi 2MB1                            | Nhật Bản           |          | Ném bom trinh sát                    | 1926                | Hoạt động                | 48               |               |
| Mitsubishi 3MT5                            | Nhật Bản           |          | Thả ngư lôi                          | 1932                | Hoạt động                | 11               |               |
| Mitsubishi B1M                             | Nhật Bản           |          | Thả ngư lôi                          | 1923                | Hoạt động                | 443              |               |
| Mitsubishi B2M                             | Nhật Bản           |          | Thả ngư lôi                          | 1929                | Hoạt động                | 206              |               |
| Mitsubishi B5M                             | Nhật Bản           |          | Thả ngư lôi                          | 1937                | Hoạt động                | 125              |               |
| Mitsubishi G1M                             | Nhật Bản           |          | Ném bom hạng nặng                    | 1934                | Nguyên mẫu               | 1                |               |
| Mitsubishi G3M                             | Nhật Bản           |          | Cường kích                           | 1935                | Hoạt động                | 1.048            |               |
| Mitsubishi G4M                             | Nhật Bản           |          | Ném bom hạng nặng                    | 1939                | Hoạt động                | 2.435            | [ ghi chú 3 ] |
| Mitsubishi Ki-1                            | Nhật Bản           |          | Ném bom hạng nặng                    | 1932                | Hoạt động                | 118              |               |
| Mitsubishi Ki-2                            | Nhật Bản           |          | Ném bom hạng nặng                    | 1933                | Hoạt động                | 187              |               |
| Mitsubishi Ki-20                           | Nhật Bản           |          | Ném bom hạng nặng                    | 1932                | Hoạt động                | 6                |               |
| Mitsubishi Ki-21                           | Nhật Bản           |          | Ném bom hạng nặng                    | 1936                | Hoạt động                | 2.064            |               |
| Mitsubishi Ki-30                           | Nhật Bản           |          | Ném bom trinh sát                    | 1937                | Hoạt động                | 704              |               |
| Mitsubishi Ki-51                           | Nhật Bản           |          | Ném bom bổ nhào                      | 1939                | Hoạt động                | 2.385            |               |
| Mitsubishi Ki-67                           | Nhật Bản           |          | Ném bom hạng nặng                    | 1941                | Hoạt động                | 767              |               |
| Morane-Saulnier Epervier                   | Pháp               |          | Cường kích                           | 1958                | Nguyên mẫu               | 2                |               |
| Morane-Saulnier S                          | Pháp               |          | Ném bom hạng nặng                    | 1915                | Nguyên mẫu               | 1                |               |
| Morane-Saulnier T                          | Pháp               |          | Ném bom hạng nặng                    | 1916                | Hoạt động                | 90               |               |
| Morane-Saulnier TRK                        | Pháp               |          | Ném bom hạng nặng                    | 1916                | Nguyên mẫu               | 1                |               |
| Myasishchev M-4                            | Liên Xô            |          | Ném bom hạng nặng                    | 1953                | Hoạt động                | 93               |               |
| Myasishchev M-50                           | Liên Xô            |          | Ném bom hạng nặng                    | 1959                | Nguyên mẫu               | 2                |               |
| Nakajima B5N                               | Nhật Bản           |          | Thả ngư lôi                          | 1937                | Hoạt động                | 1.150            |               |
| Nakajima B6N                               | Nhật Bản           |          | Thả ngư lôi                          | 1941                | Hoạt động                | 1.268            |               |
| Nakajima E4N                               | Nhật Bản           |          | Ném bom trinh sát                    | 1930                | Hoạt động                | 153              |               |
| Nakajima E8N                               | Nhật Bản           |          | Ném bom trinh sát                    | 1934                | Hoạt động                | 755              |               |
| Nakajima G10N                              | Nhật Bản           |          | Ném bom hạng nặng                    | 1943                | Đề án                    | 0                |               |
| Nakajima G5N                               | Nhật Bản           |          | Ném bom hạng nặng                    | 1941                | Nguyên mẫu               | 6                |               |
| Nakajima G8N                               | Nhật Bản           |          | Ném bom hạng nặng                    | 1944                | Nguyên mẫu               | 4                |               |
| Nakajima Ki-19                             | Nhật Bản           |          | Ném bom hạng nặng                    | 1937                | Nguyên mẫu               | 4                |               |
| Nakajima Ki-4                              | Nhật Bản           |          | Ném bom trinh sát                    | 1933                | Hoạt động                | 516              |               |
| Nakajima Ki-49                             | Nhật Bản           |          | Ném bom hạng nặng                    | 1939                | Hoạt động                | 819              |               |
| Nakajima LB-2                              | Nhật Bản           |          | Ném bom hạng nặng                    | 1936                | Nguyên mẫu               | 1                |               |
| Nanchang Q-5                               | Trung Quốc         |          | Cường kích                           | 1965                | Hoạt động                | 1.300            |               |
| Nanchang Q-6                               | Trung Quốc         |          | Cường kích                           | 1979                | Đề án                    |                  |               |
| Naval Aircraft Factory SBN                 | Hoa Kỳ             |          | Ném bom bổ nhào                      | 1936                | Hoạt động                | 31               |               |
| Nieuport 15                                | Pháp               |          | Ném bom hạng nặng                    | 1916                | Nguyên mẫu               | 4                |               |
| Nieuport 18 và 19                          | Pháp               |          | Ném bom hạng nặng                    | ?                   | Dự án hủy bỏ             | 0                |               |
| Nieuport London                            | Anh                |          | Ném bom ban đêm                      | 1920                | Nguyên mẫu               | 2                |               |
| Nieuport-Delage NiD 30B                    | Pháp               |          | Ném bom hạng nặng                    | ?                   | Đề án                    | 0                |               |
| Norman Thompson N.T.4                      | Anh                |          | Tàu bay tuần tra hàng hải            | 1916                | Hoạt động                | 26               |               |
| North American A-27                        | Hoa Kỳ             |          | Cường kích                           | 1940                | Hoạt động                | 10               |               |
| North American A-5 Vigilante               | Hoa Kỳ             |          | Ném bom trinh sát                    | 1958                | Hoạt động                | 156              |               |
| North American AJ/A-2 Savage               | Hoa Kỳ             |          | Ném bom hạng nặng                    | 1948                | Hoạt động                | 143              |               |
| North American B-25 Mitchell               | Hoa Kỳ             |          | Ném bom hạng trung                   | 1940                | Hoạt động                | 9.984            |               |
| North American B-45 Tornado                | Hoa Kỳ             |          | Ném bom trinh sát                    | 1947                | Hoạt động                | 143              |               |
| North American Rockwell OV-10 Bronco       | Hoa Kỳ             |          | Ném bom trinh sát                    | 1965                | Hoạt động                | 370              |               |
| North American T-28 Trojan                 | Hoa Kỳ             |          | Huấn luyện/cường kích                | 1949                | Hoạt động                | 1.948            |               |
| North American T-6 Texan                   | Hoa Kỳ             |          | Cường kích                           | 1940                | Hoạt động                | 15.495           | [ ghi chú 1 ] |
| North American XA2J Super Savage           | Hoa Kỳ             |          | Ném bom                              | 1952                | Nguyên mẫu               | 1                |               |
| North American XB-21                       | Hoa Kỳ             |          | Ném bom hạng trung                   | 1936                | Nguyên mẫu               | 1                |               |
| North American XB-28                       | Hoa Kỳ             |          | Ném bom hạng trung                   | 1942                | Nguyên mẫu               | 2                |               |
| North American XB-70 Valkyrie              | Hoa Kỳ             | Phản lực | Ném bom hạng nặng                    | 1964                | Nguyên mẫu               | 2                |               |
| Northrop A-17                              | Hoa Kỳ             |          | Ném bom trinh sát                    | 1935                | Hoạt động                | 446              |               |
| Northrop BT                                | Hoa Kỳ             |          | Ném bom bổ nhào                      | 1935                | Hoạt động                | 55               |               |
| Northrop Grumman B-2 Spirit                | Hoa Kỳ             | Phản lực | Ném bom (tàng hình)                  | 1989                | Hoạt động                | 21               |               |
| Northrop N-3PB                             | Hoa Kỳ             |          | Ném bom tuần tra hàng hải            | 1940                | Hoạt động                | 24               |               |
| Northrop YA-9                              | Hoa Kỳ             |          | Cường kích                           | 1972                | Nguyên mẫu               | 2                |               |
| Northrop YB-35                             | Hoa Kỳ             |          | Ném bom hạng nặng                    | 1946                | Nguyên mẫu               | 4                | Flying wing.  |
| Northrop YB-49                             | Hoa Kỳ             | Phản lực | Ném bom hạng nặng                    | 1947                | Nguyên mẫu               | 4                | Flying wing.  |
| OKB-1 140                                  | Liên Xô            |          | Ném bom                              | 1948                | Nguyên mẫu               | 2                |               |
| OKB-1 EF 131                               | Liên Xô            |          | Ném bom                              | 1947                | Nguyên mẫu               | 1                |               |
| PAK DA                                     | Russia             |          | Cường kích                           | ?                   | Đề án                    | 0                |               |
| Panavia Tornado                            | Đức/Ý/Anh          | Phản lực | Tiêm kích ném bom                    | 1974                | Hoạt động                | 992              | [ ghi chú 4 ] |
| Parnall G.4/31                             | Anh                |          | Ném bom trinh sát                    | 1935                | Nguyên mẫu               | 1                |               |
| Parnall Pike                               | Anh                |          | Ném bom trinh sát                    | 1927                | Nguyên mẫu               | 1                |               |
| Parnall Possum                             | Anh                |          | Ném bom hạng nặng                    | 1923                | Nguyên mẫu               | 2                |               |
| Paul Schmitt PS.6                          | Pháp               |          | Ném bom trinh sát                    | 1914                | Hoạt động                | 10               |               |
| Paul Schmitt PS.7                          | Pháp               |          | Ném bom trinh sát                    | 1915                | Hoạt động                | 150              |               |
| Percival Provost                           | Anh                |          | Huấn luyện/cường kích                | 1950                | Hoạt động                | 461              | [ ghi chú 1 ] |
| Petlyakov Pe-2                             | Liên Xô            |          | Ném bom bổ nhào                      | 1939                | Hoạt động                | 11.400           |               |
| Petlyakov Pe-8                             | Liên Xô            |          | Ném bom hạng nặng                    | 1936                | Hoạt động                | 93               |               |
| Piaggio P.108                              | Ý                  |          | Ném bom hạng nặng                    | 1939                | Hoạt động                | 35               |               |
| Piaggio P.133                              | Ý                  |          | Ném bom hạng nặng                    | 1943                | Đề án                    | 0                |               |
| Piper PA-48 Enforcer                       | Hoa Kỳ             |          | Cường kích                           | 1971                | Nguyên mẫu               | 4                |               |
| Polikarpov R-5                             | Liên Xô            |          | Ném bom trinh sát                    | 1928                | Hoạt động                | 5.170+           |               |
| Polikarpov R-Z                             | Liên Xô            |          | Ném bom trinh sát                    | 1935                | Hoạt động                | 1.031            |               |
| Polikarpov TB-2                            | Liên Xô            |          | Ném bom hạng nặng                    | 1930                | Nguyên mẫu               | 1                |               |
| Potez 15                                   | Pháp               |          | Ném bom trinh sát                    | 1921                | Hoạt động                | 545              |               |
| Potez 25                                   | Pháp               |          | Ném bom trinh sát                    | 1924                | Hoạt động                | 4.000            |               |
| Potez 540                                  | Pháp               |          | Ném bom trinh sát                    | 1933                | Hoạt động                | 271              |               |
| Potez 633                                  | Pháp               |          | Ném bom trinh sát                    | 1937                | Hoạt động                | 60               |               |
| PZL I-22 Iryda                             | Ba Lan             |          | Huấn luyện/cường kích                | 1985                | Hoạt động                | 17               |               |
| PZL.23 Karaś                               | Ba Lan             |          | Ném bom trinh sát                    | 1936                | Hoạt động                | 253              |               |
| PZL.37 Los                                 | Ba Lan             |          | Ném bom hạng trung                   | 1936                | Hoạt động                | 120+             |               |
| PZL.43 Karaś                               | Ba Lan             |          | Ném bom trinh sát                    | 1937                | Hoạt động                | 52               |               |
| Republic AP-100                            | Hoa Kỳ             |          | Tiêm kích cường kích                 | (1957)              | Đề án                    | 0                |               |
| Republic F-105 Thunderchief                | Hoa Kỳ             |          | Tiêm kích ném bom                    | 1955                | Hoạt động                | 833              |               |
| Republic F-84 Thunderjet                   | Hoa Kỳ             |          | Tiêm kích ném bom                    | 1946                | Hoạt động                | 7.524            |               |
| Republic F-84F Thunderstreak               | Hoa Kỳ             |          | Tiêm kích ném bom                    | 1954                | Hoạt động                | 3.428            |               |
| Republic P-47                              | Hoa Kỳ             |          | Tiêm kích ném bom                    | 1941                | Hoạt động                | 15.678           | [ ghi chú 4 ] |
| Rockwell B-1 Lancer                        | Hoa Kỳ             |          | Ném bom hạng nặng                    | 1974                | Hoạt động                | 104              |               |
| Royal Aircraft Factory B.E.2               | Anh                |          | Ném bom trinh sát                    | 1912                | Hoạt động                | 3.500            |               |
| Royal Aircraft Factory F.E.2               | Anh                |          | Ném bom trinh sát                    | 1914                | Hoạt động                | 1.939            |               |
| Royal Aircraft Factory R.E.5               | Anh                |          | Ném bom trinh sát                    | 1914                | Hoạt động                | 24               |               |
| Royal Aircraft Factory R.E.7               | Anh                |          | Ném bom trinh sát                    | 1915                | Hoạt động                | 230              |               |
| Royal Aircraft Factory R.E.8               | Anh                |          | Ném bom trinh sát                    | 1916                | Hoạt động                | 4.077            |               |
| Rumpler G.I, II & III                      | Đức                |          | Ném bom hạng nặng                    | 1915                | Hoạt động                | 220              |               |
| Rumpler Taube                              | Đức                |          | Ném bom trinh sát                    | 1910                | Hoạt động                | 263+             |               |
| Saab 105                                   | Thụy Điển          |          | Huấn luyện/cường kích                | 1963                | Hoạt động                | 192              | [ ghi chú 1 ] |
| Saab 17                                    | Thụy Điển          |          | Ném bom bổ nhào                      | 1940                | Hoạt động                | 323              |               |
| Saab 18                                    | Thụy Điển          |          | Ném bom hạng trung                   | 1942                | Hoạt động                | 245              |               |
| Saab Safari                                | Thụy Điển          |          | Huấn luyện/cường kích                | 1969                | Hoạt động                | 462              | [ ghi chú 1 ] |
| SAB AB-20                                  | Pháp               |          | Ném bom hạng nặng                    | 1932                | Nguyên mẫu               | 1                |               |
| SAB AB-80                                  | Pháp               |          | Ném bom                              | 1934                | Nguyên mẫu               | 1                |               |
| Sablatnig N.I                              | Đức                |          | Ném bom ban đêm                      | 1918                | Nguyên mẫu               | 1                |               |
| Saro A.33                                  | Anh                |          | Tàu bay tuần tra hàng hải            | 1938                | Nguyên mẫu               | 1                |               |
| Saro Lerwick                               | Anh                |          | Tàu bay tuần tra hàng hải            | 1938                | Hoạt động                | 21               |               |
| Saro London                                | Anh                |          | Tuần tra hàng hải                    | 1934                | Hoạt động                | 31               |               |
| Saunders Severn                            | Anh                |          | Tàu bay tuần tra hàng hải            | 1930                | Nguyên mẫu               | 1                |               |
| Saunders Valkyrie                          | Anh                |          | Tàu bay tuần tra hàng hải            | 1926                | Nguyên mẫu               | 1                |               |
| Savoia-Marchetti S.55                      | Ý                  |          | Tàu bay tuần tra hàng hải            | 1924                | Hoạt động                | 200+             | [ ghi chú 3 ] |
| Savoia-Marchetti S.59                      | Ý                  |          | Tàu bay tuần tra hàng hải            | 1925                | Hoạt động                | 240+             |               |
| Savoia-Marchetti SM.78                     | Ý                  |          | Tàu bay tuần tra hàng hải            | 1932                | Hoạt động                | 49               |               |
| Savoia-Marchetti SM.79                     | Ý                  |          | Ném bom hạng nặng                    | 1934                | Hoạt động                | 1.350            |               |
| Savoia-Marchetti SM.81                     | Ý                  |          | Ném bom/vận tải                      | 1934                | Hoạt động                | 535              |               |
| Savoia-Marchetti SM.82                     | Ý                  |          | Ném bom/vận tải                      | 1939                | Hoạt động                | 720              |               |
| Savoia-Marchetti SM.84                     | Ý                  |          | Thả ngư lôi                          | 1940                | Hoạt động                | 300+             |               |
| SEPECAT Jaguar                             | Anh/Pháp           |          | Cường kích                           | 1968                | Hoạt động                | 543              |               |
| Shin Meiwa PS-1                            | Nhật Bản           |          | Tàu bay tuần tra hàng hải            | 1967                | Hoạt động                | 21               |               |
| Short Type 166                             | Anh                |          | Tuần tra hàng hải                    | 1916                | Hoạt động                | 26               |               |
| Short Type 81                              | Anh                |          | Tuần tra hàng hải                    | 1913                | Hoạt động                | 9                |               |
| Short Bomber                               | Anh                |          | Ném bom hạng nặng                    | 1915                | Hoạt động                | 83               |               |
| Short Empire                               | Anh                |          | Tàu bay tuần tra hàng hải/vận tải    | 1936                | Hoạt động                | 42               | [ ghi chú 3 ] |
| Short Knuckleduster                        | Anh                |          | Tàu bay tuần tra hàng hải            | 1933                | Nguyên mẫu               | 1                |               |
| Short N.2B                                 | Anh                |          | Ném bom                              | 1917                | Nguyên mẫu               | 2                |               |
| Short Rangoon                              | Anh                |          | Tàu bay tuần tra hàng hải            | 1930                | Hoạt động                | 6                |               |
| Short Sarafand                             | Anh                |          | Tàu bay tuần tra hàng hải            | 1932                | Nguyên mẫu               | 1                |               |
| Short Seaford                              | Anh                |          | Tàu bay tuần tra hàng hải            | 1944                | Hoạt động                | 10               |               |
| Short Seamew                               | Anh                |          | Tuần tra hàng hải                    | 1953                | Hoạt động                | 26               |               |
| Short Shetland                             | Anh                |          | Tàu bay tuần tra hàng hải            | 1944                | Nguyên mẫu               | 2                |               |
| Short Shirl                                | Anh                |          | Thả ngư lôi                          | 1918                | Nguyên mẫu               | 4                |               |
| Short Singapore                            | Anh                |          | Tàu bay tuần tra hàng hải            | 1926                | Hoạt động                | 37               |               |
| Short Sperrin                              | Anh                |          | Ném bom hạng nặng                    | 1951                | Nguyên mẫu               | 2                |               |
| Short Stirling                             | Anh                |          | Ném bom hạng nặng                    | 1939                | Hoạt động                | 2.383            | [ ghi chú 3 ] |
| Short Sturgeon                             | Anh                |          | Ném bom trinh sát                    | 1946                | Nguyên mẫu               | 28               |               |
| Short Sunderland                           | Anh                |          | Tàu bay tuần tra hàng hải            | 1937                | Hoạt động                | 777              |               |
| Short Type 184                             | Anh                |          | Tuần tra hàng hải                    | 1915                | Hoạt động                | 936              |               |
| Short Type 320                             | Anh                |          | Tuần tra hàng hải                    | 1916                | Hoạt động                | 127              |               |
| Short Type 827 & 830                       | Anh                |          | Tuần tra hàng hải                    | 1914                | Hoạt động                | 136              |               |
| SIAI S.16                                  | Ý                  |          | Tàu bay tuần tra hàng hải            | 1919                | Hoạt động                | 242              |               |
| Siddeley-Deasy Siniai                      | Anh                |          | Ném bom hạng nặng                    | 1921                | Nguyên mẫu               | 1                |               |
| Siemens-Schuckert R.I                      | Đức                |          | Ném bom hạng nặng                    | 1915                | Nguyên mẫu               | 1                |               |
| Siemens-Schuckert R.II                     | Đức                |          | Ném bom hạng nặng                    | 1915                | Nguyên mẫu               | 1                |               |
| Siemens-Schuckert R.III                    | Đức                |          | Ném bom hạng nặng                    | 1915                | Nguyên mẫu               | 1                |               |
| Siemens-Schuckert R.IV                     | Đức                |          | Ném bom hạng nặng                    | 1916                | Nguyên mẫu               | 1                |               |
| Siemens-Schuckert R.IX                     | Đức                |          | Ném bom hạng nặng                    | ?                   | Dự án hủy bỏ             | 0                |               |
| Siemens-Schuckert R.V                      | Đức                |          | Ném bom hạng nặng                    | 1916                | Nguyên mẫu               | 1                |               |
| Siemens-Schuckert R.VI                     | Đức                |          | Ném bom hạng nặng                    | 1916                | Nguyên mẫu               | 1                |               |
| Siemens-Schuckert R.VII                    | Đức                |          | Ném bom hạng nặng                    | 1917                | Nguyên mẫu               | 1                |               |
| Siemens-Schuckert R.VIII                   | Đức                |          | Ném bom hạng nặng                    | ?                   | Nguyên mẫu               | 2                |               |
| Sikorsky Ilya Muromets                     | Russia             |          | Ném bom hạng nặng                    | 1913                | Hoạt động                | 85+              |               |
| SNCASE Baroudeur                           | Pháp               |          | Tiêm kích ném bom                    | 1953                | Nguyên mẫu               | 5                |               |
| Soko G-4 Super Galeb                       | Nam Tư             |          | Cường kích                           | 1978                | Hoạt động                | 91               | [ ghi chú 1 ] |
| Soko J-22 Orao & IAR-93                    | Nam Tư/Romania     |          | Cường kích                           | 1974                | Hoạt động                | 410              |               |
| Sopwith 1½ Strutter                        | Anh                |          | Ném bom trinh sát                    | 1915                | Hoạt động                | 5.639            |               |
| Sopwith B.1                                | Anh                |          | Thả ngư lôi                          | 1917                | Nguyên mẫu               | 2                |               |
| Sopwith Cuckoo                             | Anh                |          | Thả ngư lôi                          | 1918                | Hoạt động                | 232              |               |
| Sopwith Rhino                              | Anh                |          | Cường kích                           | 1918                | Nguyên mẫu               | 2                |               |
| Sopwith Special thủy phi cơ ngư lôi Kiểu C | Anh                |          | Thả ngư lôi                          | 1914                | Nguyên mẫu               | 1                |               |
| Sopwith Type 860                           | Anh                |          | Thả ngư lôi                          | 1914                | Hoạt động                | 22               |               |
| SPCA 30                                    | Pháp               |          | Ném bom hạng nhẹ                     | 1931                | Nguyên mẫu               | 2                |               |
| Sud Aviation Vautour                       | Pháp               |          | Ném bom hạng trung                   | 1958                | Hoạt động                | 149              | [ ghi chú 4 ] |
| Sukhoi Su-17                               | Liên Xô            |          | Tiêm kích ném bom                    | 1966                | Hoạt động                | 2.867            |               |
| Sukhoi Su-2                                | Liên Xô            |          | Ném bom trinh sát                    | 1937                | Hoạt động                | 910              |               |
| Sukhoi Su-24                               | Liên Xô            |          | Cường kích                           | 1967                | Hoạt động                | 1.400            |               |
| Sukhoi Su-25                               | Liên Xô            |          | Cường kích                           | 1975                | Hoạt động                | 1,024            |               |
| Sukhoi Su-34                               | Liên Xô            |          | Tiêm kích ném bom                    | 1990                | Hoạt động                | 100              |               |
| Sukhoi Su-6                                | Liên Xô            |          | Cường kích                           | 1941                | Nguyên mẫu               | 3                |               |
| Sukhoi Su-7                                | Liên Xô            |          | Tiêm kích ném bom                    | 1955                | Hoạt động                | 1.847            |               |
| Sukhoi Su-8                                | Liên Xô            |          | Cường kích                           | 1944                | Nguyên mẫu               | 2                |               |
| Sukhoi T-4                                 | Liên Xô            |          | Ném bom hạng nặng                    | 1972                | Nguyên mẫu               | 1                |               |
| Supermarine B.12/36                        | Anh                |          | Ném bom hạng nặng                    | ?                   | Nguyên mẫu bị phá hủy    | 0                |               |
| Supermarine Nanok                          | Anh                |          | Tàu bay thả ngư lôi                  | 1927                | Nguyên mẫu               | 1                |               |
| Supermarine Scapa                          | Anh                |          | Tàu bay tuần tra hàng hải            | 1932                | Nguyên mẫu               | 1                |               |
| Supermarine Southampton                    | Anh                |          | Tàu bay tuần tra hàng hải            | 1925                | Hoạt động                | 84               |               |
| Supermarine Stranraer                      | Anh                |          | Tàu bay tuần tra hàng hải            | 1934                | Hoạt động                | 57               |               |
| Supermarine Type 322                       | Anh                |          | Thả ngư lôi/ném bom bổ nhào          | 1943                | Nguyên mẫu               | 2                |               |
| Tachikawa Ki-36                            | Nhật Bản           |          | Ném bom trinh sát                    | 1938                | Hoạt động                | 1.334            |               |
| Tachikawa Ki-74                            | Nhật Bản           |          | Ném bom trinh sát                    | 1944                | Nguyên mẫu               | 16               |               |
| Tarrant Tabor                              | Anh                |          | Ném bom hạng nặng                    | 1919                | Nguyên mẫu               | 1                |               |
| Tupolev SB                                 | Liên Xô            |          | Ném bom hạng trung                   | 1934                | Hoạt động                | 6.945            |               |
| Tupolev TB-1                               | Liên Xô            |          | Ném bom hạng nặng                    | 1925                | Hoạt động                | 218              |               |
| Tupolev TB-3                               | Liên Xô            |          | Ném bom hạng nặng                    | 1930                | Hoạt động                | 819              |               |
| Tupolev TB-4                               | Liên Xô            |          | Ném bom hạng nặng                    | 1933                | Nguyên mẫu               | 1                |               |
| Tupolev TB-6                               | Liên Xô            |          | Ném bom hạng nặng                    | ?                   | Đề án                    | 0                |               |
| Tupolev Tu-14                              | Liên Xô            |          | Thả ngư lôi                          | 1949                | Hoạt động                | 150              |               |
| Tupolev Tu-142                             | Liên Xô            |          | Tuần tra hàng hải                    | 1968                | Hoạt động                | 100              |               |
| Tupolev Tu-16                              | Liên Xô            |          | Ném bom hạng nặng                    | 1952                | Hoạt động                | 1.509            |               |
| Tupolev Tu-160                             | Liên Xô            |          | Ném bom hạng nặng                    | 1981                | Hoạt động                | 35               |               |
| Tupolev Tu-2                               | Liên Xô            |          | Ném bom hạng trung                   | 1941                | Hoạt động                | 2.257            |               |
| Tupolev Tu-22                              | Liên Xô            |          | Ném bom hạng trung                   | 1962                | Hoạt động                | 311              |               |
| Tupolev Tu-22M                             | Liên Xô            |          | Ném bom hạng nặng                    | 1969                | Hoạt động                | 497              |               |
| Tupolev Tu-4                               | Liên Xô            |          | Ném bom hạng nặng                    | 1947                | Hoạt động                | 847              |               |
| Tupolev Tu-85                              | Liên Xô            |          | Ném bom hạng nặng                    | 1951                | Nguyên mẫu               | 2                |               |
| Tupolev Tu-95                              | Liên Xô            |          | Ném bom hạng nặng                    | 1952                | Hoạt động                | 500+             |               |
| Vickers Valiant                            | Anh                |          | Ném bom trinh sát                    | 1927                | Nguyên mẫu               | 1                |               |
| Vickers Type 207                           | Anh                |          | Thả ngư lôi                          | 1933                | Nguyên mẫu               | 1                |               |
| Vickers Type 253                           | Anh                |          | Ném bom trinh sát                    | 1934                | Nguyên mẫu               | 1                |               |
| Vickers Valentia                           | Anh                |          | Ném bom/vận tải                      | 1934                | Hoạt động                | 82               |               |
| Vickers Valiant                            | Anh                | Phản lực | Ném bom hạng nặng                    | 1951                | Hoạt động                | 107              |               |
| Vickers Valparaiso                         | Anh                |          | Ném bom trinh sát                    | 1923                | Hoạt động                | 28               |               |
| Vickers Vanox                              | Anh                |          | Ném bom hạng nặng                    | 1929                | Nguyên mẫu               | 1                |               |
| Vickers Vincent and Vildebeest             | Anh                |          | Thả ngư lôi                          | 1928                | Hoạt động                | 406              |               |
| Vickers Vimy                               | Anh                |          | Ném bom hạng nặng                    | 1917                | Hoạt động                | 239              |               |
| Vickers Virginia                           | Anh                |          | Ném bom hạng nặng                    | 1922                | Hoạt động                | 124              |               |
| Vickers Vixen                              | Anh                |          | Ném bom trinh sát                    | 1923                | Hoạt động                | 20               |               |
| Vickers Warwick                            | Anh                |          | Tuần tra hàng hải                    | 1939                | Hoạt động                | 842              |               |
| Vickers Wellesley                          | Anh                |          | Ném bom trinh sát                    | 1935                | Hoạt động                | 177              |               |
| Vickers Wellington                         | Anh                |          | Ném bom hạng trung                   | 1936                | Hoạt động                | 11.464           |               |
| Vickers Windsor                            | Anh                |          | Ném bom hạng nặng                    | 1943                | Nguyên mẫu               | 3                |               |
| Vickers Victory Bomber                     | Anh                |          | Ném bom hạng nặng                    | ?                   | Dự án năm 1941 bị hủy bỏ | 0                |               |
| Voisin III                                 | Pháp               |          | Ném bom trinh sát                    | 1914                | Hoạt động                | 800+             |               |
| Voisin V                                   | Pháp               |          | Ném bom trinh sát                    | 1915                | Hoạt động                | 350              |               |
| Voisin VIII                                | Pháp               |          | Ném bom trinh sát                    | 1916                | Hoạt động                | 1.100            |               |
| Voisin X                                   | Pháp               |          | Ném bom trinh sát                    | 1917                | Hoạt động                | 900              |               |
| Voisin XI                                  | Pháp               |          | Ném bom trinh sát                    | 1918                | Hoạt động                | 10               |               |
| Voisin XII                                 | Pháp               |          | Ném bom ban đêm                      | 1918                | Nguyên mẫu               | 1                |               |
| Vought F4U Corsair                         | Hoa Kỳ             |          | Tiêm kích ném bom                    | 1940                | Hoạt động                | 12.571           |               |
| Vought SB2U Vindicator/Chesapeake          | Hoa Kỳ             |          | Ném bom bổ nhào                      | 1936                | Hoạt động                | 260              |               |
| Vultee Vengeance                           | Hoa Kỳ             |          | Ném bom bổ nhào                      | 1941                | Hoạt động                | 1.528            |               |
| Vultee V-11                                | Hoa Kỳ             |          | Cường kích                           | 1935                | Hoạt động                | 224              |               |
| Weiss WM-21 Sólyom                         | Hungary            |          | Ném bom trinh sát                    | 1937                | Hoạt động                | 128              |               |
| Westland Lysander                          | Anh                |          | Ném bom trinh sát                    | 1936                | Hoạt động                | 1.786            |               |
| Westland PV-3                              | Anh                |          | Thả ngư lôi                          | 1931                | Nguyên mẫu               | 1                |               |
| Westland Wallace                           | Anh                |          | Ném bom trinh sát                    | 1931                | Hoạt động                | 172              |               |
| Westland Wapiti                            | Anh                |          | Ném bom trinh sát                    | 1927                | Hoạt động                | 585              |               |
| Westland Witch                             | Anh                |          | Ném bom trinh sát                    | 1928                | Nguyên mẫu               | 1                |               |
| Wight Seaplane                             | Anh                |          | Tuần tra hàng hải                    | 1915                | Hoạt động                | 52               |               |
| Witteman-Lewis XNBL-1 (Barling Bomber)     | Hoa Kỳ             |          | Ném bom hạng nặng                    | 1923                | Nguyên mẫu               | 1                |               |
| Xian H-6                                   | Trung Quốc         |          | Ném bom hạng trung                   | 1959                | Hoạt động                | 162+             |               |
| Xian H-8                                   | Trung Quốc         |          | Ném bom                              | 1978                | Nguyên mẫu               | 1                |               |
| Xian JH-7                                  | Trung Quốc         |          | Tiêm kích ném bom                    | 1988                | Hoạt động                | 114+             |               |
| Yakovlev Yak-26                            | Liên Xô            |          | Ném bom chiến thuật                  | 1956                | Nguyên mẫu               | 10               |               |
| Yakovlev Yak-28                            | Liên Xô            |          | Ném bom trinh sát                    | 1958                | Hoạt động                | 1.180            |               |
| Yermolayev Yer-2                           | Liên Xô            |          | Ném bom hạng trung                   | 1940                | Hoạt động                | 365              |               |
| Yokosuka B3Y                               | Nhật Bản           |          | Thả ngư lôi                          | 1933                | Hoạt động                | 129              |               |
| Yokosuka B4Y                               | Nhật Bản           |          | Thả ngư lôi                          | 1935                | Hoạt động                | 205              |               |
| Yokosuka D4Y                               | Nhật Bản           |          | Ném bom bổ nhào                      | 1940                | Hoạt động                | 2.038            |               |
| Yokosuka E1Y                               | Nhật Bản           |          | Ném bom trinh sát                    | 1923                | Hoạt động                | 320              |               |
| Yokosuka P1Y                               | Nhật Bản           |          | Ném bom                              | 1943                | Hoạt động                | 1.102            |               |
| Zeppelin-Lindau Rs.I                       | Đức                |          | Tàu bay tuần tra hàng hải            | ?                   | Nguyên mẫu bị phá hủy    | 1                |               |
| Zeppelin-Lindau Rs.II                      | Đức                |          | Tàu bay tuần tra hàng hải            | 1916                | Nguyên mẫu               | 1                |               |
| Zeppelin-Lindau Rs.III                     | Đức                |          | Tàu bay tuần tra hàng hải            | 1917                | Nguyên mẫu               | 1                |               |
| Zeppelin-Lindau Rs.IV                      | Đức                |          | Tàu bay tuần tra hàng hải            | 1918                | Nguyên mẫu               | 1                |               |
| Zeppelin-Staaken R.IV                      | Đức                |          | Ném bom hạng nặng                    | 1915                | Nguyên mẫu               | 1                |               |
| Zeppelin-Staaken R.V                       | Đức                |          | Ném bom hạng nặng                    | 1917                | Nguyên mẫu               | 1                |               |
| Zeppelin-Staaken R.VI                      | Đức                |          | Ném bom hạng nặng                    | 1916                | Hoạt động                | 18               |               |
| Zeppelin-Staaken R.VII                     | Đức                |          | Ném bom hạng nặng                    | 1917                | Nguyên mẫu               | 1                |               |
| Zeppelin-Staaken R.XIV                     | Đức                |          | Ném bom hạng nặng                    | 1919                | Nguyên mẫu               | 3                |               |
| Zeppelin-Staaken R.XV                      | Đức                |          | Ném bom hạng nặng                    | 1918                | Nguyên mẫu               | 3                |               |
| Zeppelin-Staaken R.XVI                     | Đức                |          | Ném bom hạng nặng                    | 1918                | Nguyên mẫu               | 3                |               |
| Zeppelin-Staaken VGO.I                     | Đức                |          | Ném bom hạng nặng                    | 1915                | Bị tai nạn năm 1915      | 1                |               |
| Zeppelin-Staaken VGO.II                    | Đức                |          | Ném bom hạng nặng                    | 1915                | Nguyên mẫu               | 1                |               |
| Zeppelin-Staaken VGO.III/R.III             | Đức                |          | Ném bom hạng nặng                    | 1915                | Nguyên mẫu               | 1                |               |